# Liste der Baudenkmäler in Weißenburg in Bayern
Auf dieser Seite sind die Baudenkmäler in der mittelfränkischen Großen Kreisstadt Weißenburg in Bayern zusammengestellt. Diese Tabelle ist eine Teilliste der Liste der Baudenkmäler in Bayern. Grundlage ist die Bayerische Denkmalliste, die auf Basis des Bayerischen Denkmalschutzgesetzes vom 1. Oktober 1973 erstmals erstellt wurde und seither durch das Bayerische Landesamt für Denkmalpflege geführt wird. Die folgenden Angaben ersetzen nicht die rechtsverbindliche Auskunft der Denkmalschutzbehörde.

Diese Liste gibt den Fortschreibungsstand vom 30. November 2014 wieder und enthält 522 Baudenkmäler.

## Ensembles

### Ensemble Altstadt Weißenburg in Bayern

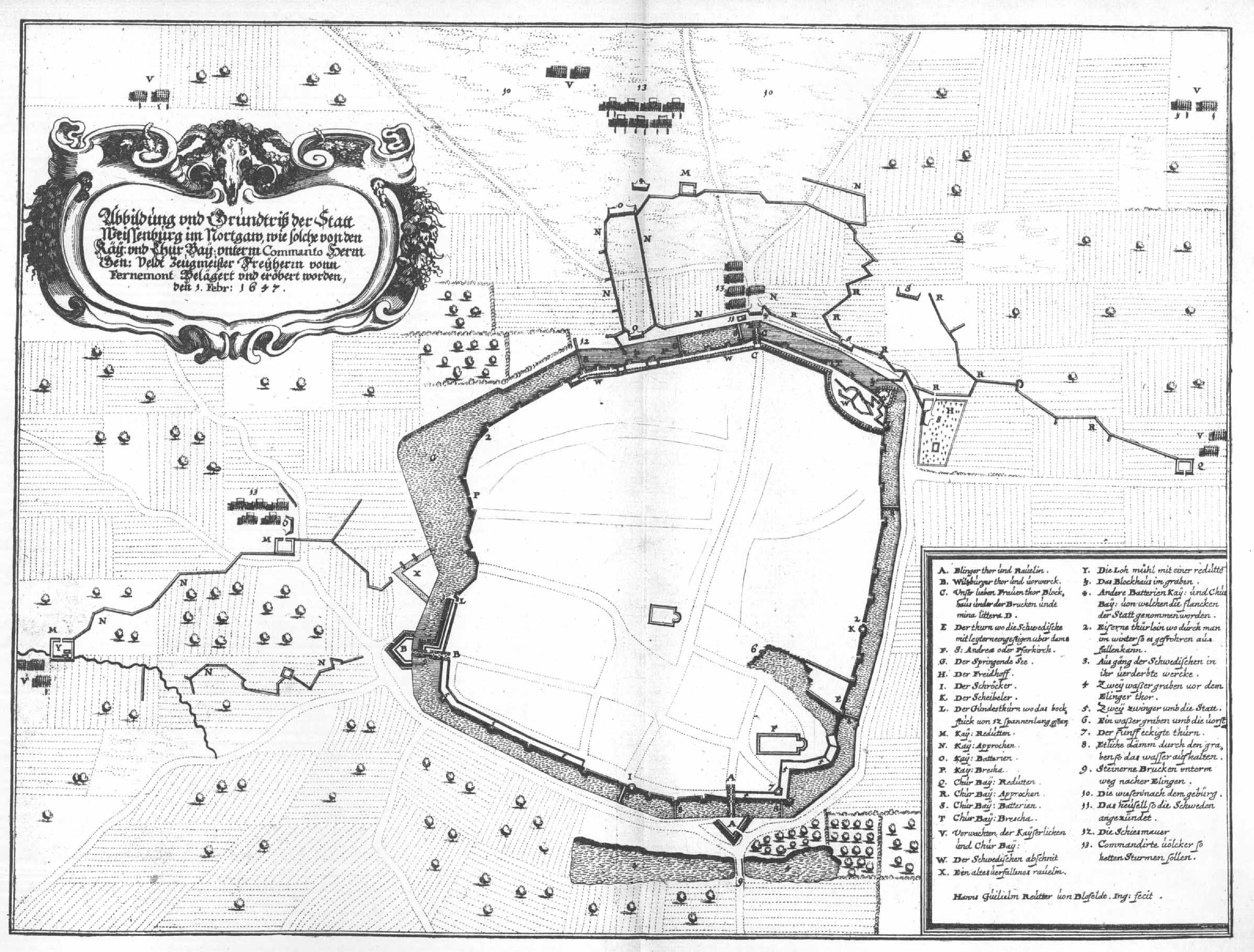
Historischer Grundriss, Matthäus Merian 1656

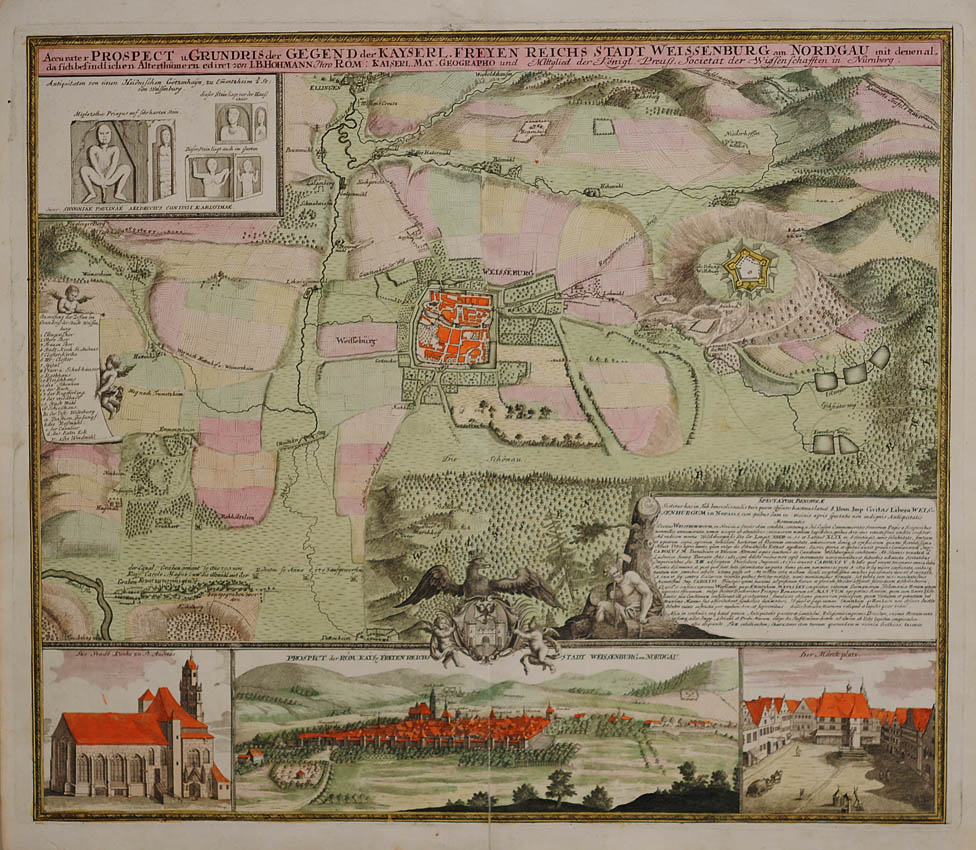
Historische Ansicht von 1725

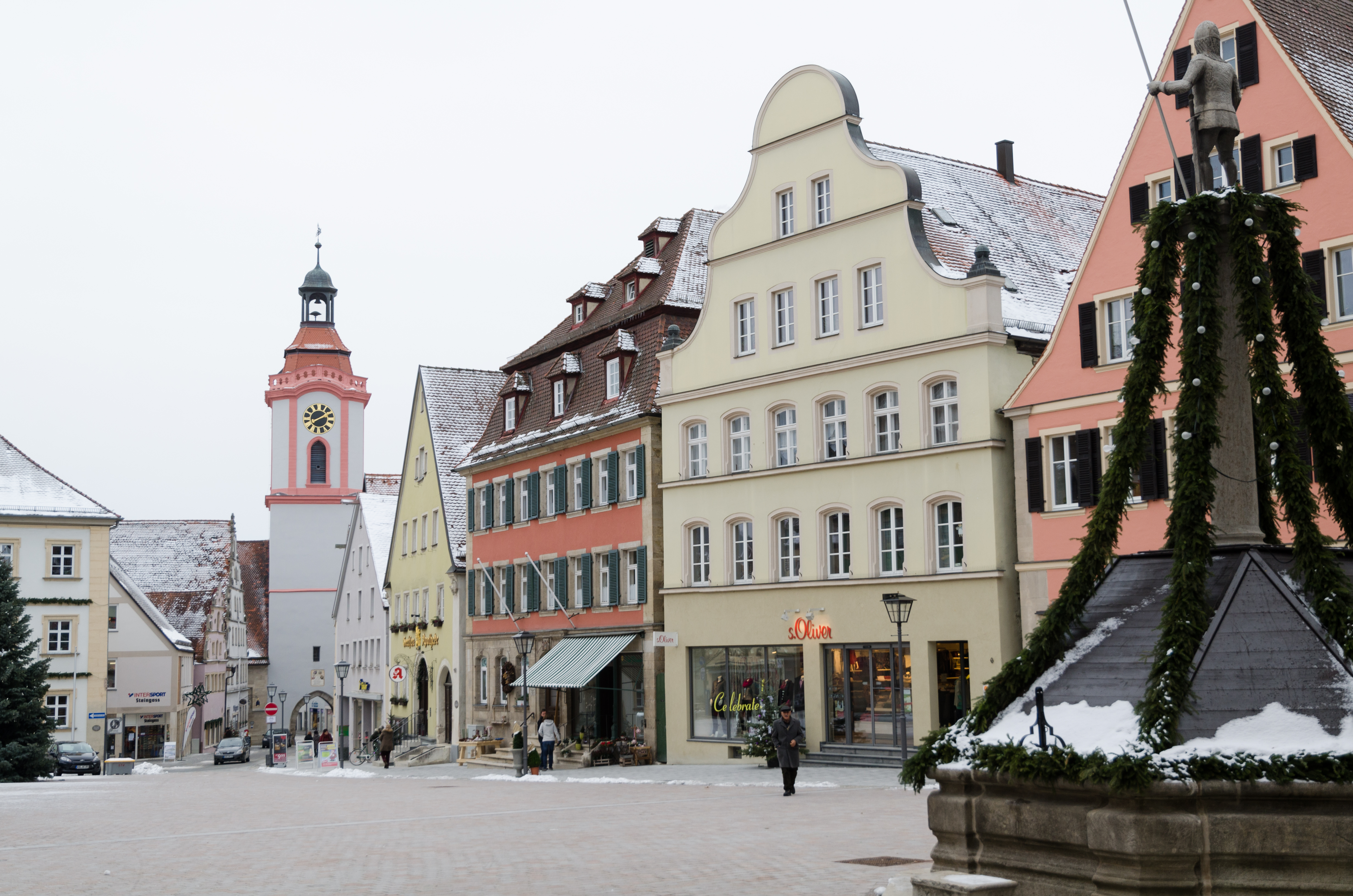
Marktplatz Westseite mit Spitaltor und Schweppermannbrunnen

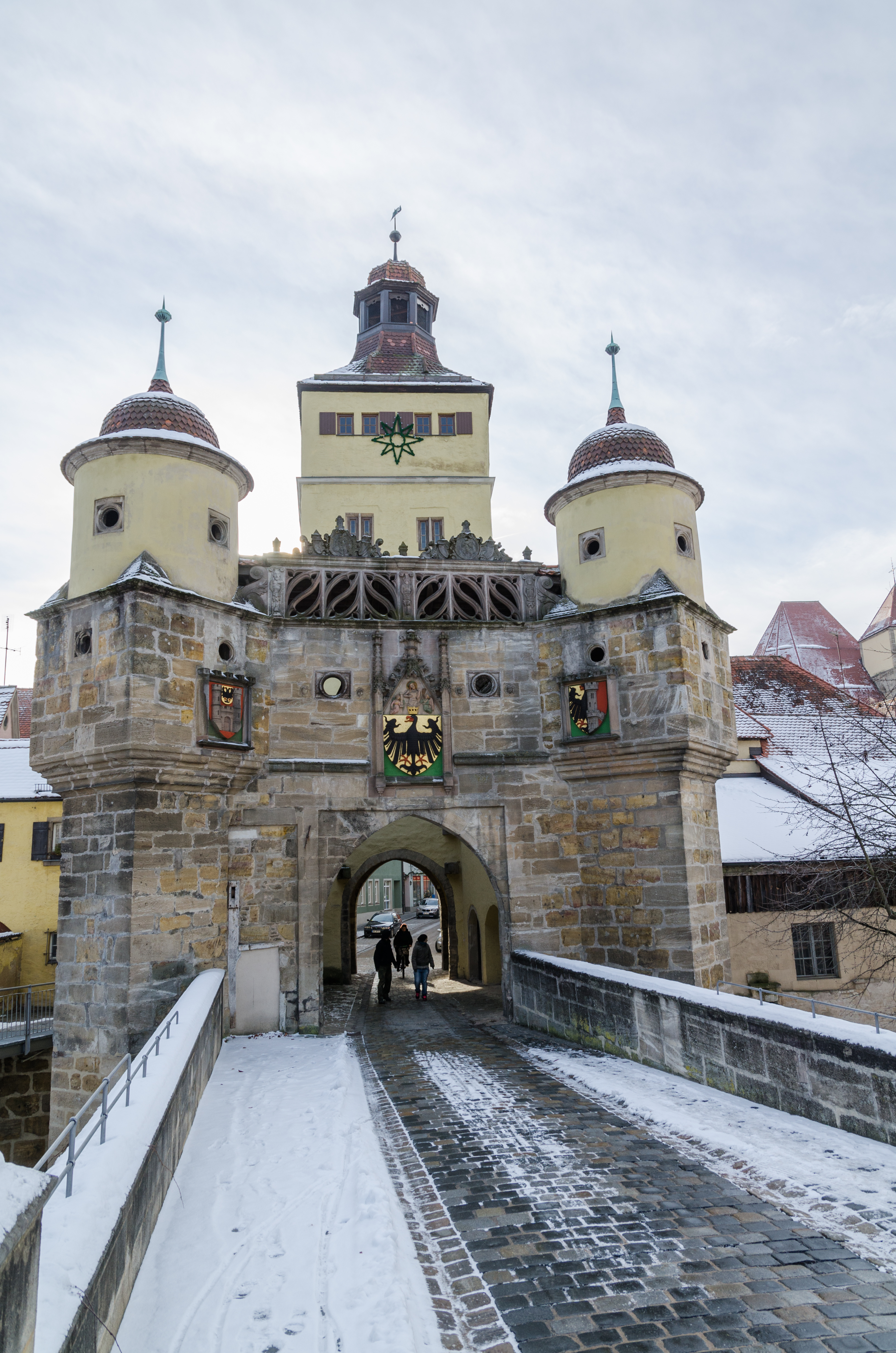
Das Ellinger Tor zur Weihnachtszeit

Der erstmals 867 genannte karolingische Königshof am Rande der Talniederung der Schwäbischen Rezat ist die ausschlaggebende Keimzelle der späteren Stadt; in ihrem Grundriss ist dessen Zentrum zwischen Andreaskirche, Martin-Luther-Platz und dem vorgelagerten Dreiecksplatz Am Hof erkennbar. Wahrscheinlich nach Norden hin entfaltete sich bis zur Ellinger Straße und zum Platz Auf der Kapelle das suburbium der Kaufleute. Eine dörfliche Siedlung lag um eine Urpfarrei auf dem Platz An der Schranne. Aus diesen drei präurbanen Bereichen wuchs die frühe bürgerliche Siedlung zusammen und ordnete sich im 12./13. Jahrhundert zur einheitlich befestigten Stadt.
Der Markt breitet sich als Rechteck an der Straßenachse aus, die nach Süden zum Spitaltor und weiter nach Augsburg führt. Im rechten Winkel dazu wurde planmäßig, über die frühe Grenze Bräugasse-Heigertgasse hinausgehend, der Holzmarkt (Luitpoldstraße) angelegt, ein langgezogenes Rechteck, bemerkenswert in seiner für fränkische Stadtanlagen außerordentlichen Weitläufigkeit. Die Verlängerung dieses Rechteckes leitet zum Obertor und in die Straße nach Eichstätt. Die dritte Hauptstraße (Ellinger Straße) stößt von Norden, von Nürnberg her, durch das Ellinger Tor in die Stadt, erreicht den Markt aber erst nach scharfer östlicher Abwinkelung (Rosenstraße). Ihr ursprüngliches Ziel war zweifellos in gerader Richtung der Königshof.
Von den deutschen Königen mehrfach privilegiert und 1338 mit dem großen Königsforst östlich der Stadt beschenkt, errang Weißenburg im frühen 14. Jahrhundert den Status einer Freien Reichsstadt, den es bis 1802 behaupten konnte. Von der Erringung der Souveränität bis zum Jahre 1481, als die Stadt finanziell bankrott war, dauerte Weißenburgs Blütezeit, in der sich der spätgotisch-bürgerliche Grundcharakter der Stadt ausprägte. Am nordwestlichen Rand der Stadt wurde die Pfarrkirche St Andreas errichtet und 1327 geweiht; schon im ersten Viertel des 15. Jahrhunderts wurde ihr Chor durch eine hohe Hallenanlage ersetzt, der an ungewöhnlicher Stelle, am Scheitel des Chores, zwischen 1459 und 1520 ein Ostturm angefügt wurde. Dieser ist nicht nur als Pfarr-, sondern auch als Stadtturm zu verstehen, er ist bewusst auf den Straßenzug Rosenstraße/Luitpoldstraße ausgerichtet. Zusammen mit dem Chordach schafft er die unverwechselbare Dominante im Weißenburger Stadtbild.
Die zweite große Leistung der Blütezeit ist die Stadterweiterung von 1376. Der ganze südliche Stadtteil jenseits des Straßenbogens Untere Stadtmühlgasse und Wildbadstraße, in welchem sich schon ein 1242 gegründetes, nie zu großer Entfaltung gelangtes Augustinerinnenkloster befunden hatte, wurde damals der hochmittelalterlichen Kernstadt angeschlossen; die Erweiterung war so großzügig geplant, dass sich die Stadt bis zur Mitte des 19. Jahrhunderts nicht weiter ausdehnen musste. Die Grenze zwischen beiden Stadthälften, eine bandartige Folge von Weihern, die erst im 19. Jahrhundert zugeschüttet wurden, und das noch erhaltene, auf das 14. Jahrhundert zurückgehende Spitaltor, ist im Stadtgrundriss klar erkennbar. Den neuen Bereich hat man mit einer Befestigung umgeben und die älteren Partien wurden verbessert.
Im 14./15. Jahrhundert war der gesamte Mauerring mit seinen gedeckten Wehrgängen, 3 Toren, 40 Türmen, Graben- und Schanzanlagen vollendet. Die dichte Turmfolge zeichnet die Befestigung besonders aus; fast drei Viertel der Türme und Mauern sowie das im Kern gotische, 1510 durch Vorwerke verbesserte Ellinger Tor sind erhalten. Auch die Anlage des Karmeliterklosters am Holzmarkt, 1325 gestiftet und in die Längsseite der nördlichen Platzwand eingestellt, sowie die Spitalkirche, um 1450/80, die dem erhalten gebliebenen Torturm (Spitaltor) der ältesten Stadtbefestigung angeschlossen wurde, gehören der Hochphase Weißenburgs an. Reichsstädtisches Selbstverständnis spricht sich in dem freistehenden Sandsteinbau des Rathauses aus, der über dem Schnittpunkt, der drei Hauptachsen der Stadt zwischen 1470 und 1476 (Turm 1567) errichtet wurde und sich mit seiner Schauseite dem Holzmarkt, der größten Platzanlage der Stadt, zuwendet.
Die bürgerlichen Wohnstätten waren über Jahrhunderte Fachwerk-Giebelbauten. Erst im 18. Jahrhundert entstanden in nennenswerter Zahl massive Bauten, gegen Ende des Jahrhunderts oft dreigeschossig und mit Walm- oder Mansarddächern, oder es wurden den Fachwerkbauten massive Fassaden vorgelegt. Die bürgerlichen Neubauten und Erneuerungen älterer Bürgerhäuser in der Spätzeit der Reichsstadt ordneten sich in die vorgegebenen spätmittelalterlichen Dimensionen ein. Auch als man dem Spitaltor 1729 durch Gabrieli eine Barockisierung angedeihen ließ, geschah dies mit größter Zurückhaltung. Aktennummer: E-5-77-177-1.

## Stadtbefestigung
Weißenburg hatte eine Stadtbefestigung mit Mauerring und Wehrgang, überwiegend aus Quader- und Bruchsteinmauerwerk bestehend und mit Türmen besetzt. Im Wesentlichen ist sie im 14./15. Jahrhundert entstanden und wurde teilweise im 18./19. Jahrhundert zu Wohnzwecken ausgebaut. Siehe Ellinger Tor, Spitaltor sowie Auf dem Schrecker, Auf der Kapelle, Ellinger Straße, Frauentorstraße, Friedrich-Ebert-Straße, Froschgasse, Mohrenzwinger, Nördliche Ringstraße, Obertorstraße, Schanzmauer, Schießgrabenmauer, Schulhausstraße, Seeweihermauer, Südliche Ringstraße, Untere Stadtmühlgasse, Westliche Ringstraße, Wildbadstraße. Aktennummer: D-5-77-177-1.

### Ältere Stadtbefestigung

#### Südabschnitt
Die hochmittelalterliche Kernstadt wurde im 14. Jahrhundert südlich erweitert und im 15. Jahrhundert befestigt. Infolgedessen wurde, die nun innerhalb der Stadt liegende Befestigung größtenteils abgetragen. Der Verlauf der älteren Stadtbefestigung ist im Straßenbild noch erkennbar und wird als Bodendenkmal unter der Aktennummer D-5-6931-0412 geführt. Verlauf: Martin-Luther-Platz, Pfarrgasse, Am Hof, Untere Stadtmühlgasse, Spitaltor, Höllgasse, Nördlich Wildbadstraße, Nördlich Bortenmachergasse, Seehweihermauer Nr. 8.

#### Spitaltor
Als Baudenkmal des Südabschnitts der älteren Stadtbefestigung ist nur das Spitaltor erhalten.

| Lage                     | Objekt    | Beschreibung                                        | Akten-Nr.      | Bild           |
| ------------------------ | --------- | --------------------------------------------------- | -------------- | -------------- |
| Spitaltorturm (Standort) | Spitaltor | Torturm im Kern 14. Jahrhundert, Obergeschosse 1729 | D-5-77-177-151 | weitere Bilder |

### Äußerer Mauerring
Die Objekte der ringförmigen Stadtbefestigung des 14. und 15. Jahrhunderts sind im Folgenden, beginnend an der Stadtpfarrkirche St. Andreas, im Uhrzeigersinn aufgeführt.

#### Nordmauer vom Martin-Luther-Platz bis Ellinger Tor
Der Mauerabschnitt am Martin-Luther-Platz wurde abgebrochen. Der erhaltene Teil der Nordmauer beginnt am Martin-Luther-Platz und führt entlang der Froschgasse zum Ellinger Tor.

| Lage                         | Objekt                                                  | Beschreibung                                      | Akten-Nr.    | Bild                                                    |
| ---------------------------- | ------------------------------------------------------- | ------------------------------------------------- | ------------ | ------------------------------------------------------- |
| Schulhausstraße 5 (Standort) | Stadtgraben und äußere Stützmauer des Grabens           | 14./15. Jahrhundert                               | D-5-77-177-1 | Stadtgraben und äußere Stützmauer des Grabens           |
| Froschgasse 1 (Standort)     | Stadtmauer mit Wehrgang                                 | Stadtgraben mit Stützmauern, 14. /15. Jahrhundert | D-5-77-177-1 | BW                                                      |
| Froschgasse 5 (Standort)     | Stadtmauer mit Wehrgang                                 | Stadtgraben mit Stützmauern, 14./15. Jahrhundert  | D-5-77-177-1 | Stadtmauer mit Wehrgang                                 |
| Froschgasse 7 (Standort)     | Pulverturm                                              | Sogenannter Fünfeckturm, bezeichnet „1469“        | D-5-77-177-1 | Pulverturm                                              |
| Froschgasse 7 (Standort)     | Kleiner Wachturm                                        |                                                   | D-5-77-177-1 | Kleiner Wachturm                                        |
| Froschgasse 7 (Standort)     | Stadtmauer mit Wehrgang und Stadtgraben mit Stützmauern | 14./15. Jahrhundert                               | D-5-77-177-1 | Stadtmauer mit Wehrgang und Stadtgraben mit Stützmauern |
| Froschgasse 9 (Standort)     | Stadtmauer                                              | Mit Wehrgang, 14./15. Jahrhundert                 | D-5-77-177-1 | Stadtmauer                                              |

#### Ellinger Tor
Das Ellinger Tor ist das einzige erhaltene Tor des äußeren, im 15. Jahrhundert nach Süden erweiterten Mauerrings.

| Lage                          | Objekt       | Beschreibung | Akten-Nr.      | Bild           |
| ----------------------------- | ------------ | --- | -------------- | -------------- |
| Ellinger Straße 12 (Standort) | Ellinger Tor | Fünfgeschossiger Torturm, 14. Jahrhundert, Obergeschoss 1662, mit Kuppelhelm, Vorwerk mit Wehrgang und zwei flankierenden Türmchen, mit geschwungenen Kuppelhauben, um 1420, spätere Bauphasen 1510 und um 1600 | D-5-77-177-136 | weitere Bilder |

Vor dem Ellinger Tor an der Straße nach Nürnberg:

| Lage                           | Objekt                             | Beschreibung                                   | Akten-Nr.      | Bild                               |
| ------------------------------ | ---------------------------------- | ---------------------------------------------- | -------------- | ---------------------------------- |
| Nürnberger Straße 3 (Standort) | Ehemaliges Zoll- und Wachthäuschen | Eingeschossiger Walmdachbau, bezeichnet „1749“ | D-5-77-177-423 | Ehemaliges Zoll- und Wachthäuschen |

#### Nordmauer vom Ellinger Tor bis Mohrenzwinger
Östlich des Ellinger Tors ist der Mauerabschnitt bis zum nächsten Turm, Nördliche Ringstraße Nr. 2, nicht mehr vorhanden. Von dort ist die Mauer durchgehend bis Auf dem Schrecker zwischen Nr. 15 erhalten. Östlich davon wurde für einen Straßendurchbruch die Mauer abgerissen.

| Lage                                                   | Objekt                             | Beschreibung                                        | Akten-Nr.     | Bild                               |
| ------------------------------------------------------ | ---------------------------------- | --------------------------------------------------- | ------------- | ---------------------------------- |
| Nördliche Ringstraße (Standort)                        | Rest des nördlichen Stadtgrabens   | 14./15. Jahrhundert                                 | D-5-77-177-1  | weitere Bilder                     |
| Nördliche Ringstraße 2 (Standort)                      | Hierzu Stadtmauer mit Wehrgang     | 14./15. Jahrhundert                                 | D-5-77-177-1  | BW                                 |
| Nördliche Ringstraße 2 (Standort)                      | Turm der Stadtbefestigung          | Im 19. Jahrhundert ausgebaut zum Wohnhaus           | D-5-77-177-1  | Turm der Stadtbefestigung          |
| Auf der Kapelle 7, 7 a (Standort)                      | Zugehörig Stadtmauer mit Wehrgang  | Spätmittelalterlich                                 | D-5-77-177-1  | BW                                 |
| Auf der Kapelle 9 (Standort)                           | Stadtmauer und Wehrgang            | Spätmittelalterlich                                 | D-5-77-177-72 | BW                                 |
| Auf dem Schrecker zwischen Nr. 3 und Nr. 5 (Standort)  | Stadtmauer und Wehrgang            | 14./15. Jahrhundert                                 | D-5-77-177-1  | BW                                 |
| Auf dem Schrecker zwischen Nr. 3 und Nr. 5 (Standort)  | Bastionstürmchen                   | Anfang 16. Jahrhundert                              | D-5-77-177-1  | Bastionstürmchen                   |
| Auf dem Schrecker zwischen Nr. 3 und Nr. 15 (Standort) | Zwingergraben der Stadtbefestigung | Mit Stützmauern, 14./15. Jahrhundert                | D-5-77-177-1  | Zwingergraben der Stadtbefestigung |
| Auf dem Schrecker 9 a (Standort)                       | Stadtmauer und Wehrgang            | 14./15. Jahrhundert                                 | D-5-77-177-1  | BW                                 |
| Auf dem Schrecker 11 (Standort)                        | Turm der Stadtbefestigung          | 14./15. Jahrhundert, als Wohnung ausgebaut          | D-5-77-177-1  | Turm der Stadtbefestigung          |
| Auf dem Schrecker 15 (Standort)                        | Turm der Stadtbefestigung          | 14./15. Jahrhundert, 1860/61 zum Wohnhaus ausgebaut | D-5-77-177-1  | Turm der Stadtbefestigung          |

#### Nordmauer vom Mohrenzwinger bis Obertor
Der Mauerabschnitt und die Türme vom Straßendurchbruch Am Plerrer bis zur Obertorstraße sind vorwiegend in angrenzenden Gebäuden verbaut und von außen kaum erkennbar.

| Lage                               | Objekt                    | Beschreibung                                     | Akten-Nr.      | Bild                      |
| ---------------------------------- | ------------------------- | ------------------------------------------------ | -------------- | ------------------------- |
| Mohrenzwinger 5 (Standort)         | Turm der Stadtbefestigung | Spätmittelalterlich (verbaut)                    | D-5-77-177-1   | BW                        |
| Mohrenzwinger 9 (Standort)         | Turm der Stadtbefestigung | Zweigeschossig mit Zeltdach, spätmittelalterlich | D-5-77-177-282 | BW                        |
| Nördliche Ringstraße 16 (Standort) | Turm der Stadtbefestigung | 14./15. Jahrhundert                              | D-5-77-177-1   | Turm der Stadtbefestigung |
| Mohrenzwinger 13, 15 (Standort)    | Hierzu Stadtmauer         | Spätmittelalterlich                              | D-5-77-177-1   | BW                        |

#### Obertor
Das Obertor wurde 1874 abgerissen.

#### Seeweihermauer
Die Seeweihermauer beginnt an der Obertorstraße und erstreckt sich bis zur südlichen Ringstraße. Der Mauer ist südöstlich der Seeweiher vorgelagert. Die Türme wurden für Wohnzwecke umgebaut. Auf Stadtseite sind zahlreiche Häuser an der Stadtmauer angebaut. Zwischen den Häusern sind die Wehrgänge noch deutlich erkennbar. Der Mauerabschnitt zwischen Seeweihermauer Nr. 39 bis Schießgrabenmauer Nr. 26, sowie der in diesem Abschnitt befindliche Turm wurde im 19. Jahrhundert abgerissen, um einen Durchbruch zur Oberen Stadtmühlgasse herzustellen.

| Lage                                           | Objekt                                     | Beschreibung                               | Akten-Nr.      | Bild                              |
| ---------------------------------------------- | ------------------------------------------ | ------------------------------------------ | -------------- | --------------------------------- |
| Obertorstraße 18 (Standort)                    | Rest der Stadtmauer                        | 14./15. Jahrhundert, modern überbaut       | D-5-77-177-1   | BW                                |
| Seeweihermauer von Nr. 1 bis Nr. 39 (Standort) | Stadtgraben und Seeweiher-Anlage           | Wohl 14. Jahrhundert                       | D-5-77-177-1   | Stadtgraben und Seeweiher-Anlage  |
| Seeweihermauer (Standort)                      | Stadtmauer und Wehrgang                    | 14./15. Jahrhundert                        | D-5-77-177-1   | Stadtmauer und Wehrgang           |
| Seeweihermauer 1 (Standort)                    | Stadtmauer                                 | 14./15. Jahrhundert, überbaut              | D-5-77-177-1   | Stadtmauer                        |
| Seeweihermauer 3 (Standort)                    | Stadtmauer                                 | 14./15. Jahrhundert, überbaut              | D-5-77-177-1   | Stadtmauer                        |
| Seeweihermauer 7 (Standort)                    | Turm der Stadtbefestigung                  | 14./15. Jahrhundert, umbaut                | D-5-77-177-1   | Turm der Stadtbefestigung         |
| Seeweihermauer 7 (Standort)                    | Stadtmauer                                 | 14./15. Jahrhundert, umbaut                | D-5-77-177-1   | Stadtmauer                        |
| Seeweihermauer 9 (Standort)                    | Stadtmauer und Wehrgang                    | 14./15. Jahrhundert, zum Teil überbaut     | D-5-77-177-1   | Stadtmauer und Wehrgang           |
| Seeweihermauer 11 (Standort)                   | Zugehörig Stadtmauer und Wehrgang          | 14./15. Jahrhundert                        | D-5-77-177-1   | Zugehörig Stadtmauer und Wehrgang |
| Seeweihermauer 17 (Standort)                   | Eingezogener Rundturm der Stadtbefestigung | 14. /15. Jahrhundert                       | D-5-77-177-438 | weitere Bilder                    |
| Seeweihermauer 17 (Standort)                   | Stadtmauer                                 | Überbaut                                   | D-5-77-177-438 | weitere Bilder                    |
| Seeweihermauer 19 (Standort)                   | Stadtmauer                                 | Überbaut                                   | D-5-77-177-439 | weitere Bilder                    |
| Seeweihermauer 21 (Standort)                   | Stadtmauer                                 | Überbaut                                   | D-5-77-177-439 | Stadtmauer                        |
| Seeweihermauer 23 (Standort)                   | Turm der Stadtbefestigung                  | 14./15. Jahrhundert, stadtseitig eingebaut | D-5-77-177-1   | Turm der Stadtbefestigung         |
| Seeweihermauer 23 (Standort)                   | Mauer und Wehrgang                         | Überbaut                                   | D-5-77-177-1   | Mauer und Wehrgang                |
| Seeweihermauer 25 (Standort)                   | Stadtmauer                                 | Überbaut                                   | D-5-77-177-441 | weitere Bilder                    |
| Seeweihermauer 27 (Standort)                   | Turm der Stadtbefestigung                  | 14./15. Jahrhundert, stadtseitig eingebaut | D-5-77-177-1   | Turm der Stadtbefestigung         |
| Seeweihermauer 27 (Standort)                   | Mauer und Wehrgang                         | Überbaut                                   | D-5-77-177-1   | Mauer und Wehrgang                |
| Seeweihermauer 29 (Standort)                   | Stadtmauer und Wehrgang                    | 14./15. Jahrhundert, überbaut              | D-5-77-177-1   | Stadtmauer und Wehrgang           |
| Seeweihermauer 31 (Standort)                   | Stadtmauer                                 | Überbaut                                   | D-5-77-177-444 | weitere Bilder                    |
| Seeweihermauer 35 (Standort)                   | Turm der Stadtbefestigung                  | 14./15. Jahrhundert                        | D-5-77-177-1   | Turm der Stadtbefestigung         |
| Seeweihermauer 35 (Standort)                   | Stadtmauer und Wehrgang                    | 14./15. Jahrhundert                        | D-5-77-177-1   | Stadtmauer und Wehrgang           |
| Seeweihermauer 37 (Standort)                   | Turm der Stadtbefestigung                  | 14./15. Jahrhundert                        | D-5-77-177-1   | Turm der Stadtbefestigung         |
| Seeweihermauer 37 (Standort)                   | Stadtmauer und Wehrgang                    | 14./15. Jahrhundert                        | D-5-77-177-1   | Stadtmauer und Wehrgang           |
| Seeweihermauer 39 (Standort)                   | Turm der Stadtbefestigung                  | 14./15. Jahrhundert                        | D-5-77-177-1   | Turm der Stadtbefestigung         |
| Seeweihermauer 39 (Standort)                   | Stadtmauer und Wehrgang                    | 14./15. Jahrhundert                        | D-5-77-177-1   | Stadtmauer und Wehrgang           |

#### Schießgrabenmauer
Die Schießgrabenmauer verläuft vom Seeweiher westlich bis zum Standort des abgegangenen Frauentors. Der Name Schießgraben stammt von der dort gelegene Übungsstätte der Weißenburger Schützen.

| Lage                            | Objekt                    | Beschreibung                                                       | Akten-Nr.      | Bild                      |
| ------------------------------- | ------------------------- | ------------------------------------------------------------------ | -------------- | ------------------------- |
| Schießgraben (Standort)         | Schießgrabenmauer         | Schießgraben in gesamter Ausdehnung                                | D-5-77-177-1   | Schießgrabenmauer         |
| Schießgrabenmauer 26 (Standort) | Turm der Stadtbefestigung | 14./15. Jahrhundert                                                | D-5-77-177-1   | Turm der Stadtbefestigung |
| Schießgrabenmauer 24 (Standort) | Stadtmauer                | Überbaut                                                           | D-5-77-177-419 | Stadtmauer                |
| Schießgrabenmauer 24 (Standort) | Turm der Stadtbefestigung |                                                                    | D-5-77-177-419 | Turm der Stadtbefestigung |
| Schießgrabenmauer 22 (Standort) | Mauer und Wehrgang        |                                                                    | D-5-77-177-1   | Mauer und Wehrgang        |
| Schießgrabenmauer 22 (Standort) | Turm der Stadtbefestigung | 14./15. Jahrhundert                                                | D-5-77-177-1   | Turm der Stadtbefestigung |
| Schießgrabenmauer 20 (Standort) | Turm der Stadtbefestigung | 14./15. Jahrhundert                                                | D-5-77-177-1   | Turm der Stadtbefestigung |
| Schießgrabenmauer 18 (Standort) | Turm der Stadtbefestigung | 14./15. Jahrhundert                                                | D-5-77-177-416 | Turm der Stadtbefestigung |
| Schießgrabenmauer 18 (Standort) | Mauer und Wehrgang        | 14./15. Jahrhundert                                                | D-5-77-177-416 | BW                        |
| Schießgrabenmauer 16 (Standort) | Mauer und Wehrgang        | 14./15. Jahrhundert                                                | D-5-77-177-415 | weitere Bilder            |
| Schießgrabenmauer 14 (Standort) | Mauer und Wehrgang        |                                                                    | D-5-77-177-413 | Mauer und Wehrgang        |
| Schießgrabenmauer 14 (Standort) | Turm der Stadtbefestigung | 14./15. Jahrhundert                                                | D-5-77-177-1   | Turm der Stadtbefestigung |
| Schießgrabenmauer 12 (Standort) | Stadtmauer                | 14./15. Jahrhundert                                                | D-5-77-177-412 | BW                        |
| Schießgrabenmauer 10 (Standort) | Turm der Stadtbefestigung | 14./15. Jahrhundert                                                | D-5-77-177-1   | Turm der Stadtbefestigung |
| Schießgrabenmauer 8 (Standort)  | Stadtmauer                | 14./15. Jahrhundert, überbaut                                      | D-5-77-177-1   | Stadtmauer                |
| Schießgrabenmauer 6 (Standort)  | Turm der Stadtbefestigung | 14./15. Jahrhundert, mit Fachwerkanbau, 18./frühes 19. Jahrhundert | D-5-77-177-1   | Turm der Stadtbefestigung |
| Schießgrabenmauer 6 (Standort)  | Mauer und Wehrgang        | 14./15. Jahrhundert                                                | D-5-77-177-1   | Mauer und Wehrgang        |
| Schießgrabenmauer 4 (Standort)  | Mauer und Wehrgang        | 14./15. Jahrhundert, überbaut                                      | D-5-77-177-408 | Mauer und Wehrgang        |
| Schießgrabenmauer 2 (Standort)  | Turm der Stadtbefestigung | 14./15. Jahrhundert, 1878 umgebaut                                 | D-5-77-177-417 | Turm der Stadtbefestigung |

#### Frauentor
Das Frauentor wurde mit der Erweiterung der Stadtmauer im 15. Jahrhundert errichtet und war das äußere Gegenstück zum Spitaltor an der Straße nach Augsburg. Das Frauentor wurde 1878 abgerissen.

#### Schanzmauer
Die Schanzmauer bildet den westlichen Abschnitt der Stadtbefestigung vom Frauentor bis zur St.-Andreas-Kirche. Im Bereich der heutigen Bahnhofstraße wurde im 19. Jahrhundert ein Mauerdurchbruch geschaffen. Dabei wurden auch zwei Türme abgerissen. Im Bereich Schanzmauer Nr. 14 bis Nr. 8 wurde der obere Teil der Mauer im 19. Jahrhundert abgetragen.

| Lage                                    | Objekt                       | Beschreibung                                                                                    | Akten-Nr.      | Bild                         |
| --------------------------------------- | ---------------------------- | ----------------------------------------------------------------------------------------------- | -------------- | ---------------------------- |
| Schanzmauer 32 (Standort)               | Turm der Stadtbefestigung    | 14./15. Jahrhundert, ausgebaut zum Wohnhaus                                                     | D-5-77-177-1   | Turm der Stadtbefestigung    |
| Schanzmauer 32 (Standort)               | Mauer und Wehrgang           | 14./15. Jahrhundert                                                                             | D-5-77-177-1   | Mauer und Wehrgang           |
| Schanzmauer 30 (Standort)               | Mauer und Wehrgang           | 14./15. Jahrhundert                                                                             | D-5-77-177-1   | Mauer und Wehrgang           |
| Schanzmauer 28 (Standort)               | Mauer und Wehrgang           | 14./15. Jahrhundert                                                                             | D-5-77-177-402 | Mauer und Wehrgang           |
| Schanzmauer 26 (Standort)               | Turm der Stadtbefestigung    | 14./15. Jahrhundert, ausgebaut zum Wohnhaus                                                     | D-5-77-177-1   | Turm der Stadtbefestigung    |
| Schanzmauer 26 (Standort)               | Mauer der Stadtbefestigung   |                                                                                                 | D-5-77-177-1   | BW                           |
| Schanzmauer 24 (Standort)               | Mauer und Wehrgang           | 14./15. Jahrhundert                                                                             | D-5-77-177-1   | Mauer und Wehrgang           |
| Schanzmauer 20 (Standort)               | Turm der Stadtbefestigung    | Wohl 15. Jahrhundert, mit Mauer und Wehrgang                                                    | D-5-77-177-1   | Turm der Stadtbefestigung    |
| Schanzmauer 20 (Standort)               | Mauer und Wehrgang           |                                                                                                 | D-5-77-177-1   | Mauer und Wehrgang           |
| Schanzmauer 18 (Standort)               | Zugehörig Mauer und Wehrgang | 14./15. Jahrhundert                                                                             | D-5-77-177-397 | Zugehörig Mauer und Wehrgang |
| Schanzmauer 14 (Standort)               | Turm der Stadtbefestigung    | 14./15. Jahrhundert                                                                             | D-5-77-177-1   | Turm der Stadtbefestigung    |
| Schanzmauer 12 (Standort)               | Turm der Stadtbefestigung    | 14./15. Jahrhundert                                                                             | D-5-77-177-1   | Turm der Stadtbefestigung    |
| Schanzmauer 10 (Standort)               | Turm der Stadtbefestigung    | 14./15. Jahrhundert                                                                             | D-5-77-177-1   | Turm der Stadtbefestigung    |
| Schanzmauer 8 (Standort)                | Scheibleinsturm              | 14./15. Jahrhundert, mit angebautem Wohnhaus, 1846, mit Mauer und Wehrgang, 14./15. Jahrhundert | D-5-77-177-1   | weitere Bilder               |
| Schanzmauer 6 (Standort)                | Turm der Stadtbefestigung    | 14./15. Jahrhundert                                                                             | D-5-77-177-1   | Turm der Stadtbefestigung    |
| Schanzmauer 6 (Standort)                | Mauer und Wehrgang           | 14./15. Jahrhundert                                                                             | D-5-77-177-1   | Mauer und Wehrgang           |
| Schanzmauer 4 (Standort)                | Turm der Stadtbefestigung    | 14./15. Jahrhundert                                                                             | D-5-77-177-1   | Turm der Stadtbefestigung    |
| Schanzmauer 4 (Standort)                | Mauer und Wehrgang           | 14./15. Jahrhundert                                                                             | D-5-77-177-1   | Mauer und Wehrgang           |
| Schanzmauer 2 (Standort)                | Turm der Stadtbefestigung    | 14./15. Jahrhundert                                                                             | D-5-77-177-1   | Turm der Stadtbefestigung    |
| Schanzmauer 2 (Standort)                | Mauer und Wehrgang           | 14./15. Jahrhundert                                                                             | D-5-77-177-1   | Mauer und Wehrgang           |
| Schanzmauer von Nr. 2 bis 16 (Standort) | Stadtgraben                  | 14. Jahrhundert, mit Stützmauern                                                                | D-5-77-177-1   | Stadtgraben                  |
| Schanzmauer (Standort)                  | Stadtgraben                  | Vor der Schanzmauer in gesamter Länge, 14./15. Jahrhundert                                      | D-5-77-177-1   | Stadtgraben                  |

## Baudenkmäler

### A
| Lage                                                                                       | Objekt                                                   | Beschreibung | Akten-Nr.              | Bild                                        |
| ------------------------------------------------------------------------------------------ | -------------------------------------------------------- | --- | ---------------------- | ------------------------------------------- |
| Am Breiten Birkhof, Birkhoffeld, Wülzburger Berg, Wülzburger Weg (Standort)                | Allee                                                    | Lindenpromenade zur Wülzburg, 19. Jahrhundert, entlang des Wülzburger Wegs | D-5-77-177-474         | BW                                          |
| Am Hof 3 (Standort)                                                                        | Bürgerhaus                                               | Zweigeschossiger Satteldachbau in Ecklage, massiv, bezeichnet 1750 | D-5-77-177-16          | weitere Bilder                              |
| Am Hof 4 (Standort)                                                                        | Bürgerhaus                                               | Zweigeschossiger giebelständiger Satteldachbau, mit fachwerksichtigem Obergeschoss und Giebel, erste Hälfte 16. Jahrhundert | D-5-77-177-17          | weitere Bilder                              |
| Am Hof 6 (Standort)                                                                        | Ehemaliges Bürgerhaus, jetzt Reichsstadtmuseum           | Zweigeschossiger Satteldachbau in Ecklage, teilweise Fachwerk, verputzt, um 1784 | D-5-77-177-19          | weitere Bilder                              |
| Am Hof 7 (Standort)                                                                        | Bürgerhaus                                               | Zweigeschossiger giebelständiger Satteldachbau, massiv, teilweise fachwerksichtiger Giebel, 1726 | D-5-77-177-20          | weitere Bilder                              |
| Am Hof 8 (Standort)                                                                        | Bürgerhaus                                               | Zweigeschossiger giebelständiger Satteldachbau, mit fachwerksichtigem Giebel, vor 1600 | D-5-77-177-21          | weitere Bilder                              |
| Am Hof 12 (Standort)                                                                       | Bürgerhaus                                               | Zweigeschossiger giebelständiger Satteldachbau, massiv mit Fachwerkgiebel, 18./frühes 19. Jahrhundert | D-5-77-177-24          | weitere Bilder                              |
| Am Hof 15 (Standort)                                                                       | Ehemaliger Hopfenspeicher                                | Zweigeschossiges Gebäude, Satteldach, südlich mit Halbwalm, massiv und Fachwerk, frühes 18. Jahrhundert | D-5-77-177-26          | weitere Bilder                              |
| Am Hof 16 (Standort)                                                                       | Kinderbewahranstalt, jetzt Kindergarten                  | Zweigeschossiger Walmdachbau, massiv, freistehend, Gliederung und Fenstereinfassung in Naturstein, 1902 von Sebastian Eckart, mit eingeschossigem Anbau gleicher Gliederung, nach 1902 | D-5-77-177-27          | weitere Bilder                              |
| Am Hof 16 (Standort)                                                                       | Einfriedung                                              | Steinpfeiler mit Eisengitter, 1902 | D-5-77-177-27          | weitere Bilder                              |
| Am Kirchhof 4, Südfriedhof (Standort)                                                      | Südfriedhof                                              | Fünf liegende Grabplatten, am Haupttor, 18. Jahrhundert, Friedhofsmauer Ost, Nord (alter Teil) und Süd (kleiner Abschnitt hinter Friedhofswärterhaus), 17./18. Jahrhundert, mit Haupttor des Friedhofs, zweite Hälfte 19. Jahrhundert und zahlreichen Grabsteinen des späten 17. bis frühen 19. Jahrhunderts | D-5-77-177-28          | BW                                          |
| Am Kirchhof 2 (Standort)                                                                   | Südfriedhof, Aussegnungshalle bzw. neue Friedhofskapelle | Kubischer Bau mit Pyramidendach und Dachreiter, von Stadtbaumeister Friedrich Karl Kalkner, 1934 (mit älteren eingelassenen Grabsteinen) | D-5-77-177-28          | weitere Bilder                              |
| Am Kirchhof 2 (Standort)                                                                   | Südfriedhof, Friedhofskapelle                            | 1706 | D-5-77-177-28          | BW                                          |
| An den Sommerkellern (Standort)                                                            | Lindenallee                                              | Fragmente der ehemaligen Alleeanlage, 19. Jahrhundert, und restliche Begrenzungssteine der alten Landstraße nach Eichstätt | D-5-77-177-36          | Lindenallee                                 |
| An den Sommerkellern 3 (Standort)                                                          | Scheune                                                  | Eingeschossiger massiver Bau mit Walmdach, 18. Jahrhundert | D-5-77-177-590         | BW                                          |
| An den Sommerkellern 5 (Standort)                                                          | Ehemalige Mühle                                          | Zweigeschossiger Satteldachbau, massiv, bezeichnet 1779, mit älterem Kern, mit angebautem Flügel | D-5-77-177-30          | BW                                          |
| An den Sommerkellern 49, An den Sommerkellern, Aubuck (Standort)                           | Ehemaliger Sommerkeller                                  | Zweigeschossiger Satteldachbau mit Gliederungen und Ecklisenen in Naturstein, ehemaliges Schulhaus an der Eichstätter Straße, bezeichnet „1774“, als Wirtshaus 1899/1900 hierher versetzt | D-5-77-177-31          | BW                                          |
| An den Sommerkellern 49, An den Sommerkellern, Aubuck (Standort)                           | Nebengebäude, ehemaliger Sommerkeller                    | Zweigeschossiger Walmdachbau mit quergestelltem, eingeschossigem Seitenflügel mit Walmdach, 18. Jahrhundert, Keller, 18. Jahrhundert | D-5-77-177-31          | BW                                          |
| An den Sommerkellern; An den Sommerkellern 53; Aubuck (Standort)                           | Ehemaliger Sommerkeller                                  | Zweigeschossiger Satteldachbau, 1865, verändert, rückwärtig Kellereingänge, wohl gleichzeitig | D-5-77-177-32          | BW                                          |
| An den Sommerkellern; An den Sommerkellern 55; Aubuck (Standort)                           | Ehemaliger Sommerkeller                                  | Zweigeschossiger Satteldachbau, mit fachwerksichtigem Obergeschoss, 1864, 1880 erweitert, über Kellereingang, Mitte 19. Jahrhundert, östlich weiterer Kellereingang, wohl zweite Hälfte 19. Jahrhundert | D-5-77-177-35          | BW                                          |
| An den Sommerkellern 58 (Standort)                                                         | Ehemaliger Sommerkeller                                  | Zweigeschossiger Walmdachbau, Obergeschoss Fachwerk, zweite Hälfte 18. Jahrhundert | D-5-77-177-34          | weitere Bilder                              |
| An den Sommerkellern, Aubuck (Standort)                                                    | Willibaldsbrunnen                                        | Quelleinfassung, bezeichnet „1684“, daneben Erinnerungsstein mit Inschrift, 1864 | D-5-77-177-37          | BW                                          |
| An der Schranne 1 (Standort)                                                               | Bürgerhaus                                               | Zweigeschossiger Satteldachbau, mit fachwerksichtigem Obergeschoss und Giebel, 1548 (dendrochronologisch datiert), mit seitlich angeschlossenem zweigeschossigem Satteldachbau, nach Planung von Georg Probst, 1860                                                                                          | D-5-77-177-38          | weitere Bilder                              |
| An der Schranne 1 (Standort)                                                               | Scheune                                                  | Zweigeschossiger Satteldachbau mit Zwerchhaus, Obergeschoss und Giebel Fachwerk, spätes 18. Jahrhundert | D-5-77-177-40          | weitere Bilder                              |
| An der Schranne 2 (Standort)                                                               | Bürgerhaus                                               | Zweigeschossiger giebelständiger Satteldachbau, mit fachwerksichtigem Giebel, bezeichnet „1613“, Veränderungen im frühen 19. Jahrhundert | D-5-77-177-39          | weitere Bilder                              |
| An der Schranne 4 (Standort)                                                               | Bürgerhaus                                               | Dreigeschossiger traufständiger Satteldachbau, Fachwerk verputzt, im Kern zweite Hälfte 17. Jahrhundert | D-5-77-177-41          | weitere Bilder                              |
| An der Schranne, An der Schranne 5 (Standort)                                              | Bürgerhaus                                               | Zweigeschossiger giebelständiger Satteldachbau, Fachwerk teilweise verputzt, im Kern vor 1600, spätere Veränderungen, Aufstockung im 19. Jahrhundert | D-5-77-177-42 Wikidata | weitere Bilder                              |
| An der Schranne 6 (Standort)                                                               | Gasthaus                                                 | Zweigeschossiger giebelständiger Satteldachbau, 1827 | D-5-77-177-43          | weitere Bilder                              |
| An der Schranne 8 (Standort)                                                               | Wohnhaus                                                 | Zweigeschossiger giebelständiger Satteldachbau, frühes 19. Jahrhundert | D-5-77-177-44          | weitere Bilder                              |
| An der Schranne 9 (Standort)                                                               | Bürgerhaus                                               | Zweigeschossiger traufständiger Satteldachbau, wohl Ende 18. Jahrhundert | D-5-77-177-45          | weitere Bilder                              |
| An der Schranne 9a (Standort)                                                              | Bürgerhaus                                               | Zweigeschossiger giebelständiger Satteldachbau, mit fachwerksichtigem Obergeschoss und Giebel, wohl 18. Jahrhundert | D-5-77-177-46          | weitere Bilder                              |
| An der Schranne 11 (Standort)                                                              | Bürgerhaus                                               | Zweigeschossiger giebelständiger Satteldachbau, Fachwerk verputzt, um 1700 | D-5-77-177-47          | weitere Bilder                              |
| An der Schranne 12 (Standort)                                                              | Schranne                                                 | Schrannengebäude, Halle, zweigeschossiges Satteldachgebäude, mit ziegelsichtigem Obergeschoss und Giebel, westlich Turm mit Spitzhelm, mit Lisenen und Gliederungselementen in Sandstein, in neugotischen Formen, von Wilhelm Langenfaß nach Plänen von Eduard Bürklein, 1864                                | D-5-77-177-48          | weitere Bilder                              |
| An der Schranne 13 (Standort)                                                              | Bürgerhaus                                               | Zweigeschossiger Walmdachbau über trapezähnlichem Grundriss, mit Natursteingliederung, 1838 | D-5-77-177-49          | weitere Bilder                              |
| An der Schranne 15 (Standort)                                                              | Bürgerhaus                                               | Zweigeschossiges traufständiges Gebäude mit Steildach, Fachwerk verputzt, bezeichnet „1777“ | D-5-77-177-50          | weitere Bilder                              |
| An der Schranne 17 (Standort)                                                              | Bürgerhaus                                               | Zweigeschossiger Satteldachbau in Ecklage, vorkragendes Fachwerkobergeschoss verputzt, zweite Hälfte 16. Jahrhundert | D-5-77-177-51          | weitere Bilder                              |
| An der Schranne 19 (Standort)                                                              | Bürgerhaus                                               | Zweigeschossiger giebelständiger Satteldachbau, Fachwerk verputzt, frühes 18. Jahrhundert | D-5-77-177-52          | weitere Bilder                              |
| An der Schranne 21 (Standort)                                                              | Bürgerhaus                                               | Zweigeschossiger giebelständiger Satteldachbau, Fachwerk teilweise verputzt, mit Vortreppe, zweite Hälfte 18. Jahrhundert | D-5-77-177-53          | Bürgerhaus                                  |
| Aubuck, An den Sommerkellern, am Hang hinter den Anwesen An den Sommerkellern 54 und 56 () | Vier Kellereingänge                                      | 18./19. Jahrhundert, ehemals zum Müllers-, Eichners- und Honauerskeller gehörig; nicht nachqualifiziert, im Bayerischen Denkmal-Atlas nicht kartiert | D-5-77-177-33          |                                             |
| Auf dem Schrecker 1 (Standort)                                                             | Bürgerhaus                                               | Zweigeschossiger Satteldachbau in Ecklage, mit Fachwerkgiebel, erste Hälfte 17. Jahrhundert, Umbauten um 1900 | D-5-77-177-54          | weitere Bilder                              |
| Auf dem Schrecker 3, Auf dem Schrecker (Standort)                                          | Wohngebäude                                              | Zweigeschossiger Satteldachbau, Fachwerk verputzt, wohl 19. Jahrhundert, angebaut an Turm der Stadtbefestigung, als Wohnung ausgebaut | D-5-77-177-55          | Wohngebäude                                 |
| Auf dem Schrecker 3, Auf dem Schrecker (Standort)                                          | Drei Nebengebäude                                        | Zweigeschossige Satteldachbauten mit Fachwerk-Obergeschoss, frühes 19. Jahrhundert | D-5-77-177-55          | Drei Nebengebäude                           |
| Auf dem Schrecker 5 (Standort)                                                             | Sogenanntes Neues Haus, ehemaliges Gefängnis             | Zweigeschossiger traufständiger Satteldachbau, Fachwerk verputzt, wohl 16. Jahrhundert, später verändert, über Stadtmauerrest des 14./15. Jahrhunderts | D-5-77-177-57          | weitere Bilder                              |
| Auf dem Schrecker 7 (Standort)                                                             | Sogenannter Schrecker, ehemaliges Gefängnis              | Vor 1457, und Stadtmauerrest des 14./15. Jahrhunderts, überbaut durch Wohnhaus, zweigeschossiger traufständiger Satteldachbau mit Zwerchhaus, wohl erste Drittel 19. Jahrhundert | D-5-77-177-58          | Sogenannter Schrecker, ehemaliges Gefängnis |
| Auf dem Schrecker 8 (Standort)                                                             | Bürgerhaus                                               | Zweigeschossiger Satteldachbau in Ecklage, massiv, mit traufseitigem Anbau, Fachwerk verputzt, 18. Jahrhundert | D-5-77-177-59          | weitere Bilder                              |
| Auf dem Schrecker 9 (Standort)                                                             | Wohngebäude                                              | Ehemals Stadtmauer und Wehrgang, zweigeschossiger Satteldachbau, teilweise Fachwerk, als Wohnung ausgebaut, wohl frühes 19. Jahrhundert; siehe auch Stadtbefestigung | D-5-77-177-60          | weitere Bilder                              |
| Auf der Kapelle 1 (Standort)                                                               | Bürgerhaus                                               | Zweigeschossiger traufständiger Satteldachbau, Obergeschoss Fachwerk, 17. Jahrhundert, 1782 erneuert, mit nördlichem Anbau, wohl 19. Jahrhundert | D-5-77-177-65          | weitere Bilder                              |
| Auf der Kapelle 2 (Standort)                                                               | Bürgerhaus                                               | Dreigeschossiger Satteldachbau in Ecklage, mit fachwerksichtigem Obergeschoss und Giebel, giebelseitig vorkragend, im Kern wohl 16. Jahrhundert, im 18. Jahrhundert verändert | D-5-77-177-66          | weitere Bilder                              |
| Auf der Kapelle 3 (Standort)                                                               | Bürgerhaus                                               | Zweigeschossiger giebelständiger Satteldachbau, massiv, 1780 | D-5-77-177-67          | weitere Bilder                              |
| Auf der Kapelle 4 (Standort)                                                               | Bürgerhaus                                               | Dreigeschossiger giebelständiger Satteldachbau, mit fachwerksichtigem Obergeschoss und Giebel, Anfang 17. Jahrhundert | D-5-77-177-68          | weitere Bilder                              |
| Auf der Kapelle 5 (Standort)                                                               | Bürgerhaus                                               | Zweigeschossiger giebelständiger Satteldachbau, Fachwerk verputzt, 16. Jahrhundert | D-5-77-177-69          | weitere Bilder                              |
| Auf der Kapelle 6 (Standort)                                                               | Bürgerhaus                                               | Dreigeschossiger giebelständiger Satteldachbau, Fachwerk verputzt, im Kern 17. Jahrhundert | D-5-77-177-70          | weitere Bilder                              |
| Auf der Kapelle 9 (Standort)                                                               | Bürgerhaus                                               | Zweigeschossiger giebelständiger Satteldachbau mit Fachwerkgiebel, Hoftor bezeichnet „1755“ | D-5-77-177-72          | weitere Bilder                              |
| Auf der Kapelle 9 (Standort)                                                               | Hinterhaus                                               | Teilweise Fachwerk, wohl 18. Jahrhundert | D-5-77-177-73          | weitere Bilder                              |
| Auf der Kapelle 11 (Standort)                                                              | Bürgerhaus                                               | Zweigeschossiger giebelständiger Satteldachbau, massiv, im Kern um 1700, wohl 1765 erneuert | D-5-77-177-73          | weitere Bilder                              |
| Auf der Kapelle 12 (Standort)                                                              | Bürgerhaus                                               | Zweigeschossiger traufständiger Satteldachbau, massiv, bezeichnet „1837“ | D-5-77-177-74          | weitere Bilder                              |
| Auf der Kapelle 18 (Standort)                                                              | Bürgerhaus                                               | Zweigeschossiger Satteldachbau in Ecklage, in Teilen Fachwerk, 1687/88 | D-5-77-177-75          | weitere Bilder                              |
| Auf der Kapelle 20 (Standort)                                                              | Bürgerhaus                                               | Zweigeschossiger giebelständiger Satteldachbau, Fachwerk verputzt, bezeichnet „1770“, im Kern wohl 17. Jahrhundert, kleiner Vorbau, wohl frühes 19. Jahrhundert | D-5-77-177-76          | weitere Bilder                              |
| Auf der Wied 5 (Standort)                                                                  | Bürgerhaus                                               | Zweigeschossiger Mansarddachbau in Ecklage, mit fachwerksichtigem Obergeschoss, um 1800, mit zweigeschossigem hakenförmigem Anbau mit Walmdach, 1889 | D-5-77-177-80          | weitere Bilder                              |
| Auf der Wied 5 (Standort)                                                                  | Anbau                                                    | Zweigeschossig, hakenförmig, mit Walmdach, 1889 | D-5-77-177-80          | weitere Bilder                              |
| Auf der Wied 6 (Standort)                                                                  | Bürgerhaus                                               | Schmaler giebelständiger Satteldachbau, Fachwerk verputzt, zum Teil zurückgesetzte Front, bezeichnet „1784“, im Kern vor 1600 | D-5-77-177-81          | Bürgerhaus                                  |
| Auf der Wied 8 (Standort)                                                                  | Bürgerhaus                                               | Zweigeschossiger Eckbau mit Walmdach, 1751/52, zusammenhängend mit Wildbadstraße 5/7 | D-5-77-177-82          | weitere Bilder                              |
| Auf der Wied 9 (Standort)                                                                  | Ehemaliges katholisches Hospiz                           | Zweigeschossiger monumentaler Walmdachbau mit Dreiecksgiebel, in der Art eines klassizistischen Stadtpalais, mit Eckpilastern und barock-historisierenden Elementen, 1913, Kernbau von 1847 | D-5-77-177-83          | weitere Bilder                              |
| Auf der Wied 9 (Standort)                                                                  | Nebenhaus                                                | Zweigeschossiger Fachwerkgiebelbau, frühes 19. Jahrhundert | D-5-77-177-83          | weitere Bilder                              |
| Auf der Wied 12 (Standort)                                                                 | Bürgerhaus                                               | Eingeschossiger giebelständiger Satteldachbau, im Kern Fachwerkbau, vor 1600 | D-5-77-177-85          | weitere Bilder                              |
| Auf der Wied 14 (Standort)                                                                 | Bürgerhaus,                                              | Zweigeschossiger giebelständiger Satteldachbau, massiv, frühes 19. Jahrhundert | D-5-77-177-86          | weitere Bilder                              |
| Auf der Wied 16 (Standort)                                                                 | Wohnhaus                                                 | Zweigeschossiger giebelständiger Satteldachbau, mit fachwerksichtigem Obergeschoss und Giebel, um 1550 | D-5-77-177-87          | weitere Bilder                              |
| Auf der Wied 18 (Standort)                                                                 | Bürgerhaus                                               | Zweigeschossiger Satteldachbau in Ecklage, um 1700, 1865 umgebaut | D-5-77-177-596         | weitere Bilder                              |
| Auf der Wied 18 (Standort)                                                                 | Scheune                                                  | Satteldachbau, wohl zweite Hälfte 18. Jahrhundert | D-5-77-177-596         | BW                                          |
| Augsburger Straße 14 (Standort)                                                            | Wohnhaus                                                 | Zweigeschossiger Walmdachbau, 1874 erbaut, bezeichnet „1875“ | D-5-77-177-89          | BW                                          |
| Äußere Türkengasse 1; Äußere Türkengasse 1a (Standort)                                     | Ehemaliges Bauernhaus, Ackerbürgerhaus                   | Zweigeschossiger Satteldachbau in Ecklage, mit Ecklisenen und profilierten Fenstereinfassungen, Mitte 18. Jahrhundert | D-5-77-177-2           | weitere Bilder                              |
| Äußere Türkengasse 2 (Standort)                                                            | Bürgerhaus                                               | Zweigeschossiger giebelständiger Satteldachbau, Fachwerk verputzt, 18. Jahrhundert | D-5-77-177-3           | weitere Bilder                              |
| Äußere Türkengasse 4 (Standort)                                                            | Ehemaliges Ackerbürgerhaus                               | Zweigeschossiger giebelständiger Satteldachbau, teilweise Fachwerk, spätes 18. Jahrhundert | D-5-77-177-4           | weitere Bilder                              |
| Äußere Türkengasse 7 (Standort)                                                            | Ehemaliges Bauernhaus                                    | Zweigeschossiger Satteldachbau, Fachwerk verputzt, um 1700 | D-5-77-177-6           | weitere Bilder                              |
| Äußere Türkengasse 7 (Standort)                                                            | Scheune                                                  | Angebaut, wohl zweite Hälfte 19. Jahrhundert | D-5-77-177-6           | weitere Bilder                              |
| Äußere Türkengasse 8 (Standort)                                                            | Ehemaliges Bauernhaus                                    | Zweigeschossiger Satteldachbau, Fachwerk verputzt, 17./18. Jahrhundert | D-5-77-177-7           | weitere Bilder                              |
| Äußere Türkengasse 8 (Standort)                                                            | Scheune                                                  | Satteldachbau mit Fachwerkobergeschoss auf massivem Sockel, wohl spätes 18. Jahrhundert | D-5-77-177-7           | weitere Bilder                              |
| Äußere Türkengasse 10 (Standort)                                                           | Wohnhaus                                                 | Zweigeschossiger Satteldachbau in Ecklage, um 1700 | D-5-77-177-9           | weitere Bilder                              |
| Äußere Türkengasse 16 (Standort)                                                           | Ehemaliges Bauernhaus                                    | Zweigeschossiger traufständiger Satteldachbau mit Zwerchhaus, Fachwerk verputzt, mit rückwärtigem Flügel, um 1800 | D-5-77-177-10          | weitere Bilder                              |
| Äußere Türkengasse 16 (Standort)                                                           | Nebenhaus                                                | Zweigeschossiger traufständiger Satteldachbau, Fachwerk, teilweise verputzt, mit rückwärtigem Flügel, um 1800 | D-5-77-177-10          | BW                                          |
| Äußere Türkengasse 17 (Standort)                                                           | Wohnhaus                                                 | Zweigeschossiger giebelständiger Satteldachbau, Fachwerkobergeschoss und -Giebel, mit traufseitigem Anbau, Ende 16. Jahrhundert | D-5-77-177-11          | weitere Bilder                              |
| Äußere Türkengasse 18 (Standort)                                                           | Ehemaliges Bauernhaus                                    | Zweigeschossiges Gebäude, Satteldach mit westlicher Abwalmung, zum Teil Fachwerk verputzt, wohl erste Hälfte 18. Jahrhundert mit angebauter Scheune, um 1766 | D-5-77-177-12          | weitere Bilder                              |
| Äußere Türkengasse 19 (Standort)                                                           | Wohnhaus                                                 | Zweigeschossiger giebelständiger Satteldachbau, Fachwerk verputzt, 18. Jahrhundert | D-5-77-177-13          | weitere Bilder                              |
| Äußere Türkengasse 19 (Standort)                                                           | Scheunengebäude                                          | Teilweise Fachwerk, und eingeschossiger Anbau, wohl 19. Jahrhundert | D-5-77-177-13          | weitere Bilder                              |
| Äußere Türkengasse 20 (Standort)                                                           | Wohnhaus                                                 | Zweigeschossiger giebelständiger Satteldachbau, mit fachwerksichtigem Obergeschoss und Giebel, 17. Jahrhundert | D-5-77-177-414         | weitere Bilder                              |
| Äußere Türkengasse 22 (Standort)                                                           | Ehemaliges Bauernhaus                                    | Zweigeschossiger traufständiger Satteldachbau, massiv, Ende 18. Jahrhundert | D-5-77-177-14          | weitere Bilder                              |
| Äußere Türkengasse 24 (Standort)                                                           | Wohnhaus                                                 | Zweigeschossiger giebelständiger Satteldachbau, mit fachwerksichtigem Obergeschoss und Giebel, wohl Ende 17. Jahrhundert | D-5-77-177-15          | weitere Bilder                              |
| Auwiesen, Sommerkellerweg (Standort)                                                       | Lindenpromenade (Allee)                                  | 19. Jahrhundert | D-5-77-177-29          | BW                                          |

### B
| Lage | Objekt                                                                                       | Beschreibung | Akten-Nr.      | Bild                                   |
| --- | -------------------------------------------------------------------------------------------- | --- | -------------- | -------------------------------------- |
| Bachgasse 3, Seeweihermauer 2b (Standort)                                                                                        | Bürgerhaus                                                                                   | Zweigeschossiger giebelständiger Satteldachbau, Fachwerk verputzt, frühes 17. Jahrhundert, Umbauten im 19. Jahrhundert | D-5-77-177-91  | weitere Bilder                         |
| Bachgasse 5 (Standort) | Bürgerhaus                                                                                   | Zweigeschossiger giebelständiger Satteldachbau, Fachwerk verputzt, 17./18. Jahrhundert | D-5-77-177-92  | weitere Bilder                         |
| Bachgasse 6 (Standort) | Bürgerhaus                                                                                   | Zweigeschossiger giebelständiger Satteldachbau, Fachwerk verputzt, wohl zweite Hälfte 18. Jahrhundert | D-5-77-177-93  | weitere Bilder                         |
| Bachgasse 8 (Standort) | Bürgerhaus                                                                                   | Zweigeschossiger giebelständiger Satteldachbau, Fachwerk im Obergeschoss und Giebel, 1536 (dendrochronologisch datiert), bezeichnet „1826“                                                                                        | D-5-77-177-94  | weitere Bilder                         |
| Bachgasse 9 (Standort) | Lagerhaus                                                                                    | Eingeschossiger traufständiger Satteldachbau, mit Zwerchhaus, mit Fachwerkgiebel, teilweise verputzt, 1551 (1549 dendrochronologisch datiert)                                                                                     | D-5-77-177-95  | weitere Bilder                         |
| Bachgasse 10 (Standort) | Bürgerhaus                                                                                   | Zweigeschossiger Zweiflügelbau mit Walmdach, um 1800, Umbauten 1841 und wohl im späten 19. Jahrhundert | D-5-77-177-96  | weitere Bilder                         |
| Bachgasse 11 (Standort) | Bürgerhaus                                                                                   | Zweigeschossiger Satteldachbau in Ecklage, mit fachwerksichtigem Obergeschoss, nach 1705, mit älterem Kern um 1700 | D-5-77-177-97  | weitere Bilder                         |
| Bachgasse 12 (Standort) | Bürgerhaus                                                                                   | Zweigeschossiger giebelständiger Satteldachbau, mit Fachwerkgiebel, wohl frühes 19. Jahrhundert, mit Steinbank, 18./19. Jahrhundert                                                                                               | D-5-77-177-98  | weitere Bilder                         |
| Bachgasse 13 (Standort) | Ehemalige Brauerei (bis 1889) Zum Goldenen Schwan, ehemaliges Gasthaus Oberhäuser (bis 1965) | Zweigeschossiger Walmdachbau mit Zwerchhaus, 1821 erbaut anstelle des „Brandtweinhäuschens“ | D-5-77-177-99  | weitere Bilder                         |
| Bachgasse 15 (Standort) | Brauerei und Gastwirtschaft                                                                  | Zweigeschossiger Mansarddachbau, mit Zwerchhaus, Ecklisenen in Naturstein, Vortreppe, 1794, Umbau um 1920 | D-5-77-177-100 | weitere Bilder                         |
| Bachgasse 15 (Standort) | Brauereigebäude                                                                              | Zweigeschossiger Ziegelbau mit Satteldach, um 1900 | D-5-77-177-100 | weitere Bilder                         |
| Bachgasse 18 (Standort) | Bürgerhaus                                                                                   | Zweigeschossiger Satteldachbau in Ecklage, mit Zwerchhaus, mit fachwerksichtigem Obergeschoss und Giebel, bezeichnet „1798“, im Kern 17. Jahrhundert                                                                              | D-5-77-177-102 | weitere Bilder                         |
| Bachgasse 21 (Standort) | Wohnhaus                                                                                     | Zweigeschossiger Zweiflügelbau in Ecklage, Walmdachgebäude mit südwestlich anschließendem Satteldachbau, von Friedrich Adel, 1851                                                                                                 | D-5-77-177-103 | weitere Bilder                         |
| Bachgasse 23 (Standort) | Ehemalige Stadtmühle                                                                         | Bürgerhaus, zweigeschossiger giebelständiger Satteldachbau, teilweise Fachwerk verputzt, 17. Jahrhundert, verändert im frühen 19. Jahrhundert                                                                                     | D-5-77-177-104 | weitere Bilder                         |
| Bachgasse 25 (Standort) | Ehemalige Scheune der Stadtmühle                                                             | Zweigeschossiger Satteldachbau, Fachwerk, 17. Jahrhundert | D-5-77-177-104 | weitere Bilder                         |
| Bahnhofstraße 2 (Standort) | Ehemaliges Amtsgericht                                                                       | Zweigeschossiges Gebäude mit Walmdach, Risalit mit Ziergiebel, mit Eckquaderungen, Neurenaissance, 1902–1904 | D-5-77-177-106 | weitere Bilder                         |
| Bahnhofstraße 2 (Standort) | Ehemaliges Amtsgericht                                                                       | zweigeschossiges Gebäude mit Walmdach, Risalit mit Ziergiebel, mit Eckquaderungen, Neurenaissance, 1902–1904; Einfriedung wohl gleichzeitig                                                                                       | D-5-77-177-106 | Ehemaliges Amtsgericht                 |
| Bahnhofstraße 2 (Standort) | Ehemaliges Augustinerinnenkloster, dann Amtshaus und Bezirksamt                              | Zweigeschossiger Gebäudekomplex, Walmdachbau, teilweise Fachwerk, mit profanierter ehem. Klosterkirche, einschiffig, wohl 13. Jahrhundert, im Laufe der Jahrhunderte zahlreiche Veränderungen, darunter wichtige Bauphase 1733/34 | D-5-77-177-158 | BW                                     |
| Bahnhofstraße 6 (Standort) | Gasthaus                                                                                     | Zweigeschossiger traufständiger Satteldachbau, massiv, wohl Mitte 17. Jahrhundert, 1882 verändert | D-5-77-177-107 | weitere Bilder                         |
| Bahnhofstraße 7 (Standort) | Bürgerhaus                                                                                   | Zweigeschossiger giebelständiger Satteldachbau, Giebel und Obergeschoss Fachwerk, um 1800 | D-5-77-177-108 | weitere Bilder                         |
| Bahnhofstraße 10 (Standort) | Villenartiges Wohnhaus                                                                       | Zweigeschossiger Satteldachbau in Ecklage, Ziegelsichtbau mit Gliederungen in Naturstein, Mittelrisalit mit Ziergiebel, Neurenaissance, mit gusseisernem Balkon, bezeichnet „1890“                                                | D-5-77-177-597 | weitere Bilder                         |
| Bahnhofstraße 10 (Standort) | Grundstückseinfriedung                                                                       | Mit Lanzettenzaun, gleichzeitig | D-5-77-177-597 | Grundstückseinfriedung                 |
| Bahnhofstraße 11 (Standort) | Bürgerhaus                                                                                   | Zweigeschossiger giebelständiger Satteldachbau, massiv, mit Eckquaderungen, frühes 19. Jahrhundert | D-5-77-177-109 | weitere Bilder                         |
| Bahnhofstraße 14 (Standort) | Fabrikgebäude, Altbau, ehemalige Villa                                                       | Zweigeschossiger Satteldachbau mit Mittelrisalit, Lisenengliederung, spätklassizistisch, 1874 errichtet, später erweitert | D-5-77-177-598 | weitere Bilder                         |
| Bahnhofstraße 14 (Standort) | Fabrikgebäude, rückwärtiger Nordflügel                                                       | Zweigeschossiger Mansarddachbau, nach Planung des Nürnberger Architekten Hans Müller 1910 errichtet | D-5-77-177-598 | Fabrikgebäude, rückwärtiger Nordflügel |
| Bahnhofstraße 14 (Standort) | Fabrikgebäude                                                                                | Dreigeschossiger Bau mit Mansardwalmdach, von Hans Müller, 1924 | D-5-77-177-598 | Fabrikgebäude                          |
| Bahnhofstraße 19 (Standort) | Wohnhaus                                                                                     | Zweigeschossiger traufständiger Satteldachbau, mit Mittelrisalit und Zwerchdach, Sockel und Fassadengliederung natursteinsichtig, mit Dekorelementen der Neurenaissance, von Sebastian Eckart, 1885/86                            | D-5-77-177-111 | weitere Bilder                         |
| Bahnhofstraße 21; Bahnhofstraße 23 (Standort)                                                                                    | Ehemaliges Kommandantenhaus der Wülzburg                                                     | Zweigeschossiger Walmdachbau, spätklassizistischer, mit Vortreppe, erbaut 1864/66, 1884 von der Wülzburg hierher versetzt | D-5-77-177-112 | weitere Bilder                         |
| Bei der Kiesgrube; Haselbrunn; Holzgasse; Jakobsruh; Schönau; Steinbruchweg; zwischen Römerbrunnenweg und Ludwigshöhe (Standort) | Alleen                                                                                       | 19. Jahrhundert | D-5-77-177-178 | BW                                     |
| Bismarckanlage 20 (Standort) | Bahnhofempfangsgebäude                                                                       | Dreigeschossiger Walmdachbau mit eingeschossigen Seitenflügeln, Sandstein mit Lisenengliederung, um 1869 | D-5-77-177-113 | Bahnhofempfangsgebäude                 |
| Bortenmachergasse 1 (Standort)                                                                                                   | Turnhalle                                                                                    | Spätklassizistischer Bau mit flachem Walmdach, Putz und Lisenengliederung, von Stadtbaumeister Sebastian Eckart, 1878/79 | D-5-77-177-469 | weitere Bilder                         |
| Bortenmachergasse 20 (Standort)                                                                                                  | Ehemaliges Ackerbürgerhaus                                                                   | Zweigeschossiger Satteldachbau, Fachwerk verputzt, bezeichnet „1780“ | D-5-77-177-473 | weitere Bilder                         |
| Bräugasse 3 (Standort) | Bürgerhaus                                                                                   | Zweigeschossiger giebelständiger Satteldachbau, Fachwerk verputzt, im Kern 14./15. Jahrhundert | D-5-77-177-114 | weitere Bilder                         |
| Bräugasse 4 (Standort) | Wohnhaus                                                                                     | Zweigeschossiger giebelständiger Satteldachbau, im Kern Fachwerkbau des 15./16. Jahrhunderts, Fassade 19. Jahrhundert | D-5-77-177-115 | weitere Bilder                         |
| Bräugasse 5 (Standort) | Bürgerhaus                                                                                   | Zweigeschossiger giebelständiger Satteldachbau, Fachwerk verputzt, 18. Jahrhundert | D-5-77-177-116 | weitere Bilder                         |
| Bräugasse 7 (Standort) | Bürgerhaus                                                                                   | Zweigeschossiger giebelständiger Satteldachbau, Fachwerk verputzt, 17./18. Jahrhundert, mit Prellstein, wohl gleichzeitig | D-5-77-177-117 | weitere Bilder                         |
| Brunnengasse 1 (Standort) | Bürgerhaus                                                                                   | Zweigeschossiger giebelständiger Satteldachbau, mit fachwerksichtigem Obergeschoss und Giebel, 1724 | D-5-77-177-118 | weitere Bilder                         |
| Brunnengasse 3 (Standort) | Bürgerhaus                                                                                   | Zweigeschossiger giebelständiger Satteldachbau, mit fachwerksichtigem Obergeschoss und Giebel, 1724, bezeichnet „1768“ | D-5-77-177-119 | weitere Bilder                         |
| Brunnengasse 5 (Standort) | Bürgerhaus                                                                                   | Zweigeschossiger giebelständiger Satteldachbau, Obergeschoss und Giebel Fachwerk, verputzt, zweite Hälfte 15. Jahrhundert/frühes 16. Jahrhundert (1481 und 1507 dendrochronologisch datiert)                                      | D-5-77-177-599 | weitere Bilder                         |
| Brunnengasse 7 (Standort) | Bürgerhaus                                                                                   | Zweigeschossiger giebelständiger Satteldachbau, mit fachwerksichtigem Obergeschoss und Giebel, bezeichnet „1778“ | D-5-77-177-120 | weitere Bilder                         |
| Brunnengasse 9 (Standort) | Bürgerhaus                                                                                   | Zweigeschossiger giebelständiger Satteldachbau, teilweise Fachwerk verputzt, zwischen 1766 und 1786 | D-5-77-177-121 | weitere Bilder                         |
| Brunnengasse 10 (Standort) | Bürgerhaus                                                                                   | Zweigeschossiger Walmdachbau mit zurückgesetztem Flügelbau, mit fachwerksichtigem Obergeschoss, zweite Hälfte 18. Jahrhundert | D-5-77-177-122 | weitere Bilder                         |

### E
| Lage                             | Objekt                                     | Beschreibung | Akten-Nr.      | Bild                                |
| -------------------------------- | ------------------------------------------ | --- | -------------- | ----------------------------------- |
| Eichstätter Straße 1 (Standort)  | Gasthaus                                   | Zweigeschossiger traufständiger Satteldachbau, massiv, im Kern 18. Jahrhundert | D-5-77-177-123 | BW                                  |
| Eichstätter Straße 1 (Standort)  | Rückwärtiger Saalbau                       | Zweigeschossiger Satteldachbau, von Hermann Lang, 1890 | D-5-77-177-123 | BW                                  |
| Eichstätter Straße 2 (Standort)  | Wohn- und Geschäftshaus                    | Zweigeschossiger traufständiger Bau mit Krüppelwalmdach, Oberstock Fachwerk, erstes Drittel 19. Jahrhundert, 1889 verändert                                                                               | D-5-77-177-124 | weitere Bilder                      |
| Eichstätter Straße 8 (Standort)  | Villa Raab                                 | Zweigeschossiges Gebäude mit Walmdach, mit Zwerchhaus und Ziergiebeln, ziegelsichtiger Bau mit Natursteingliederungen, von K. Schultheiss, 1891                                                           | D-5-77-177-125 | Villa Raab                          |
| Eichstätter Straße 9 (Standort)  | Villa Pflaumer                             | Zweigeschossiges Gebäude mit Walmdach, Vorbau und Erkerausbauten mit Ziergiebeln, mit Gliederungen in Naturstein, in historistischen Formen, von Hans Pyllip, 1900                                        | D-5-77-177-126 | Villa Pflaumer                      |
| Eichstätter Straße 10 (Standort) | Gartenvilla                                | Zweigeschossiger Walmdachbau, 1857 | D-5-77-177-127 | Gartenvilla                         |
| Eichstätter Straße 10 (Standort) | Kleines Nebenhaus                          | Eingeschossiger Satteldachbau, wohl gleichzeitig; Gartenanlage; Gartentor, zweite Hälfte 19. Jahrhundert                                                                                                  | D-5-77-177-127 | Kleines Nebenhaus                   |
| Eichstätter Straße 12 (Standort) | Stichvilla                                 | Gartenvilla, klassizistischer Zweiflügelbau, zweigeschossiger Satteldachbau, mit kleinem eingeschossigen Anbau, 1831, erweitert 1880, 1883                                                                | D-5-77-177-128 | Stichvilla                          |
| Eichstätter Straße 12 (Standort) | Parkanlage                                 | Im Englischen-Garten-Stil | D-5-77-177-128 | Parkanlage                          |
| Eichstätter Straße 17 (Standort) | Villa                                      | Zweigeschossiges Gebäude mit Walmdach, Risalit mit Erkervorbau und Zwerchgiebel, Backstein mit Hausteingliederung Neurenaissance, bezeichnet „1896“                                                       | D-5-77-177-622 | Villa                               |
| Eichstätter Straße 17 (Standort) | Gartenhausremise                           | Satteldachbau, Teilweise Fachwerk, wohl gleichzeitig | D-5-77-177-622 | Gartenhausremise                    |
| Eichstätter Straße 19 (Standort) | Villa                                      | Zweigeschossiger Backsteinbau mit Balkon- und Veranda-Ausbauten, von Hermann Lang, 1893 | D-5-77-177-129 | BW                                  |
| Eichstätter Straße 19 (Standort) | Gartenanlage                               | Wohl gleichzeitig mit Villa | D-5-77-177-129 | BW                                  |
| Eichstätter Straße 24 (Standort) | Villa                                      | Zweigeschossiger Bau mit Krüppelwalmdach, Mittelrisalit mit Zwerchhaus, Zierfachwerk an Giebeln und Risaliten, nach Planung von Bauingenieur Karl Pflaumer, 1898                                          | D-5-77-177-623 | Villa                               |
| Ellinger Straße 2 (Standort)     | Bürgerhaus, später Wohn- und Geschäftshaus | Zweigeschossiger giebelständiger Satteldachbau, massiv, Obergeschoss mit Ecklisenen in Naturstein, 18./frühes 19. Jahrhundert, im frühen 20. Jahrhundert verändert                                        | D-5-77-177-130 | weitere Bilder                      |
| Ellinger Straße 3 (Standort)     | Wohn- und Geschäftshaus                    | Dreigeschossiger traufständiger Satteldachbau, massiv, mit Ecklisenen, 1865/66 | D-5-77-177-131 | weitere Bilder                      |
| Ellinger Straße 7 (Standort)     | Ehemaliges Gasthaus, Hotel                 | Zweigeschossiger giebelständiger Satteldachbau, Erdgeschoss und Obergeschoss massiv (zum Teil erneuert), mit Fachwerkgiebel, zweite Hälfte 16. Jahrhundert, modern erneuert                               | D-5-77-177-132 | weitere Bilder                      |
| Ellinger Straße 9 (Standort)     | Bürgerhaus                                 | Zweigeschossiger Satteldachbau in Ecklage, Oberstock und Giebel Fachwerk, dendrochronologisch 1342, erneuert im 18. Jahrhundert                                                                           | D-5-77-177-133 | weitere Bilder                      |
| Ellinger Straße 10 (Standort)    | Bürgerhaus                                 | Zweigeschossiger Satteldachbau in Ecklage, Obergeschoss und Giebel Fachwerk, 18. Jahrhundert, im Kern wohl 16. Jahrhundert                                                                                | D-5-77-177-134 | weitere Bilder                      |
| Ellinger Straße 10 (Standort)    | Hinterhaus, ehemaliges Nebengebäude        | Zweigeschossiger Satteldachbau, 1886 | D-5-77-177-134 | Hinterhaus, ehemaliges Nebengebäude |
| Ellinger Straße 12 (Standort)    | Wohnhaus                                   | Zweigeschossiger giebelständiger Satteldachbau, Obergeschoss und Giebel Fachwerk, an das Ellinger Tor angebaut, wohl 18. Jahrhundert, Durchgang modern; wohl über Rest der Stadtmauer 14./15. Jahrhundert | D-5-77-177-135 | weitere Bilder                      |

### F
| Lage                                                             | Objekt                                                     | Beschreibung | Akten-Nr.      | Bild                                       |
| ---------------------------------------------------------------- | ---------------------------------------------------------- | --- | -------------- | ------------------------------------------ |
| Forstmeyergasse 2 (Standort)                                     | Ehemaliges Handwerkerhaus                                  | Zweigeschossiger traufständiger Satteldachbau, Fachwerk verputzt, im Kern 17. Jahrhundert | D-5-77-177-8   | BW                                         |
| Frauentorstraße 1 (Standort)                                     | Bürgerhaus                                                 | Zweigeschossiges Eckgebäude mit Walmdach, massiv, Zwerchhäuser in Sichtfachwerk, 1828 Errichtung des Doppelhauses unter Einbezug des älteren nördlichen Hausteils aus dem 18. Jahrhundert, Umbauten 1893                                                     | D-5-77-177-137 | weitere Bilder                             |
| Frauentorstraße 3 (Standort)                                     | Bürgerhaus                                                 | Zweigeschossiger giebelständiger Satteldachbau, massiv, 18. Jahrhundert, Umbauten im 19. Jahrhundert | D-5-77-177-138 | weitere Bilder                             |
| Frauentorstraße 4 (Standort)                                     | Bürgerhaus, später Wohn- und Geschäftshaus                 | Zweigeschossiger Satteldachbau mit Schweifgiebel, massiv, 1728 | D-5-77-177-139 | Bürgerhaus, später Wohn- und Geschäftshaus |
| Frauentorstraße 4 (Standort)                                     | Rückwärtig Nebengebäude, Scheune                           | Gebäude mit Steildach, teilweise Fachwerk, bezeichnet „1787“, Veränderungen wohl 19. Jahrhundert | D-5-77-177-139 | BW                                         |
| Frauentorstraße 5 (Standort)                                     | Bürgerhaus                                                 | Zweigeschossiger giebelständiger Satteldachbau, massiv, 1775 | D-5-77-177-140 | weitere Bilder                             |
| Frauentorstraße 7 (Standort)                                     | Wohn- und Geschäftshaus                                    | Dreigeschossiger Walmdachbau, massiv, mit Vortreppe, von Wilhelm Gutmann, 1857 | D-5-77-177-141 | weitere Bilder                             |
| Frauentorstraße 8 (Standort)                                     | Wohnhaus                                                   | Kleines zweigeschossiges, giebelständiges Gebäude mit Steildach, 18./frühes 19. Jahrhundert, Erneuerung der Fassade 1898 | D-5-77-177-142 | BW                                         |
| Frauentorstraße 11 (Standort)                                    | Gasthaus                                                   | Zweigeschossiger Satteldachbau in Ecklage, teilweise Fachwerk, erste Hälfte 18. Jahrhundert | D-5-77-177-143 | weitere Bilder                             |
| Frauentorstraße 11 (Standort)                                    | Rückwärtig anschließende Nebengebäude, ehemalige Brauerei  | Zweigeschossiger Gebäudekomplex, 19. Jahrhundert | D-5-77-177-143 | weitere Bilder                             |
| Frauentorstraße 12 (Standort)                                    | Wohnhaus                                                   | Schmaler, dreigeschossiger giebelständiger Satteldachbau, mit fachwerksichtigem Giebel, zweite Hälfte 18. Jahrhundert (bezeichnet „1768“), 1878 umgebaut; über Teil der Stadtbefestigung                                                                     | D-5-77-177-144 | weitere Bilder                             |
| Friedrich-Ebert-Straße 2, Friedrich-Ebert-Straße 2 a (Standort)  | Ehemaliges Gasthaus                                        | Zweigeschossiger giebelständiger Satteldachbau, Fachwerk verputzt, erste Hälfte 16. Jahrhundert | D-5-77-177-146 | weitere Bilder                             |
| Friedrich-Ebert-Straße 2, Friedrich-Ebert-Straße 2 a (Standort)  | Ehemaliges Braustadel                                      | Rückwärtig, zweigeschossiger Massivbau mit Satteldach, 18. Jahrhundert | D-5-77-177-146 | Ehemaliges Braustadel                      |
| Friedrich-Ebert-Straße 5 (Standort)                              | Bürgerhaus                                                 | Zweigeschossiger giebelständiger Satteldachbau mit Volutengiebel, bezeichnet „1622“ | D-5-77-177-147 | weitere Bilder                             |
| Friedrich-Ebert-Straße 7; Höllgasse 1 (Standort)                 | Bürgerhaus, ehemaliges Gasthaus                            | Zweigeschossiger Satteldachbau in Ecklage mit Volutengiebel, bezeichnet „1624“ | D-5-77-177-148 | weitere Bilder                             |
| Friedrich-Ebert-Straße 8 (Standort)                              | Bürgerhaus                                                 | Zweigeschossiger giebelständiger Satteldachbau, wohl noch 18. Jahrhundert, mit Fachwerkvorbau | D-5-77-177-149 | BW                                         |
| Friedrich-Ebert-Straße 9 (Standort)                              | Spitalkirche                                               | Saalkirche, spätgotischer Bau um 1460, 1729 von Gabriel de Gabrieli barockisiert; mit Ausstattung | D-5-77-177-150 | weitere Bilder                             |
| Friedrich-Ebert-Straße 10 (Standort)                             | Ehemaliges Kleines Spital                                  | Zweigeschossiger Mansarddachbau, nach Plänen von Gabriel de Gabrieli, 1729 | D-5-77-177-152 | weitere Bilder                             |
| Friedrich-Ebert-Straße 11 (Standort)                             | Ehemaliges Spital, ab 1822/24 Schule, ab 1934/36 Sparkasse | Westflügel einer Dreiflügelanlage, dreigeschossiger Walmdachbau mit rustiziertem Erdgeschoss, neu errichtet von Friedrich Huß 1822/24, umgebaut 1934–36 und 1956–57                                                                                          | D-5-77-177-153 | weitere Bilder                             |
| Friedrich-Ebert-Straße 14 (Standort)                             | Wohn- und Geschäftshaus                                    | Zweigeschossiger giebelständiger Satteldachbau, mit fachwerksichtigem Giebel, um 18. Jahrhundert | D-5-77-177-154 | weitere Bilder                             |
| Friedrich-Ebert-Straße 15 (Standort)                             | Wohn- und Geschäftshaus                                    | Zweigeschossiger traufständiger Satteldachbau mit Zwerchhaus, im Kern 1499 (dendrochronologisch datiert), Fachwerk in Teilen erhalten, Fassade Mitte 19. Jahrhundert                                                                                         | D-5-77-177-155 | weitere Bilder                             |
| Friedrich-Ebert-Straße 16 (Standort)                             | Bankhaus                                                   | Zweigeschossiger traufständiger Satteldachbau, mit Erker und Gliederungen in Naturstein, mit anschließendem rückwärtigem Flügel mit Walmdach, in Elementen des Neuklassizismus und Heimatstils, nach Plänen von Ludwig Ruff, 1920/21                         | D-5-77-177-156 | weitere Bilder                             |
| Friedrich-Ebert-Straße 17; Friedrich-Ebert-Straße 17a (Standort) | Wohn- und Geschäftshaus                                    | Zweigeschossiger giebelständiger Satteldachbau, zum Teil Fachwerk verputzt, dendrochronologisch datiert 1474, östlich anschließend Hinterhaus, zweigeschossiger Satteldachbau, dendrochronologisch datiert 1548                                              | D-5-77-177-157 | weitere Bilder                             |
| Friedrich-Ebert-Straße 19 (Standort)                             | Wohn- und Geschäftshaus                                    | Zweigeschossiger giebelständiger Satteldachbau, zum Teil Fachwerk verputzt, Ende 18. Jahrhundert | D-5-77-177-159 | weitere Bilder                             |
| Friedrich-Ebert-Straße 20 (Standort)                             | Ehemaliges Postamt                                         | Repräsentativer zweigeschossiger Eckbau, Hauptportaltrakt in Hausteinmauerung und spitzem Zeltdach, Westflügel mit Eckrisalit und geschwungenem Giebel, Nordflügel mit polygialem Ecktürmchen mit Kuppelhaube, Gliederungen in Haustein, mit Vortreppe, 1906 | D-5-77-177-160 | weitere Bilder                             |
| Friedrich-Ebert-Straße 21; Saumarkt 1 (Standort)                 | Hotel                                                      | Großer dreigeschossiger Satteldachbau in Ecklage, massiv, mit Ecklisenen in Naturstein, im Kern 18. Jahrhundert, Ausbau Mitte 19. Jahrhundert | D-5-77-177-161 | weitere Bilder                             |
| Froschgasse 9 (Standort)                                         | Wohnhaus                                                   | Dreigeschossiger Walmdachbau, mit fachwerksichtigem Obergeschoss, 1724 (dendrochronologisch datiert), mit zweigeschossigem Anbau, an das Ellinger Tor anschließend                                                                                           | D-5-77-177-165 | weitere Bilder                             |

### G
| Lage                               | Objekt                           | Beschreibung                                                                                             | Akten-Nr.      | Bild |
| ---------------------------------- | -------------------------------- | --- | -------------- | ---- |
| Gunzenhausener Straße 2 (Standort) | Villa (sogenanntes Haus Etschel) | Ein- bis zweigeschossiger Bau mit Mansardwalmdach und Zwerchhäusern, Heimatstil, von Hanns Etschel, 1911 | D-5-77-177-166 | BW   |

### H
| Lage                                              | Objekt                                  | Beschreibung | Akten-Nr.                | Bild                                   |
| ------------------------------------------------- | --------------------------------------- | --- | ------------------------ | -------------------------------------- |
| Heigertgasse 5 (Standort)                         | Wohnhaus                                | Zweigeschossiger giebelständiger Satteldachbau, mit fachwerksichtigem Obergeschoss und Giebel, um 1800 | D-5-77-177-600           | weitere Bilder                         |
| Heigertgasse 7 (Standort)                         | Ehemaliges Handwerkerhaus, Bürgerhaus   | Zweigeschossiger Satteldachbau in Ecklage, zum Teil Fachwerk, verputzt, ausgezeichnet durch Portal des 17. Jahrhunderts, frühes 17. Jahrhundert                                                                                           | D-5-77-177-169           | weitere Bilder                         |
| Heigertgasse 9 (Standort)                         | Bürgerhaus                              | Zweigeschossiger Satteldachbau in Ecklage, mit Zwerchhaus, teilweise Fachwerk, zweite Hälfte 18. Jahrhundert | D-5-77-177-170           | weitere Bilder                         |
| Hohenmühlweg 22; Hohenmühlweg 20 (Standort)       | Hohenmühle, ehemalige Mühle, Wohnhaus   | Zweigeschossiger Satteldachbau mit Vorbau, massiv, Fenstereinfassungen in Naturstein, mit Eckquaderung, bezeichnet mit 1688, Anbau und Veränderungen 1867                                                                                 | D-5-77-177-325           | BW                                     |
| Hohenmühlweg 22; Hohenmühlweg 20 (Standort)       | Ehemaliges Wohnstallhaus                | Zweigeschossiger Satteldachbau, mit Eckquaderung, 1867 | D-5-77-177-325           | BW                                     |
| Höllgasse 1 (Standort)                            | Scheunengebäude                         | Zweigeschossiger Satteldachbau, Obergeschoss und Giebel fachwerksichtig, 18. Jahrhundert | D-5-77-177-171           | weitere Bilder                         |
| Nähe Holzgasse (Standort)                         | Bergwaldtheater                         | Freilicht- und Naturbühne, nach Plänen von Bernhard Nill, 1929 | D-5-77-177-177           | Bergwaldtheater                        |
| Nähe Holzgasse, Weißenburger Stadtwald (Standort) | Quellfassung, sogenannter Römerbrunnen  | Steinquadermauerwerk mit Rundbogen, 1736, Erneuerung bezeichnet „1763“ | D-5-77-177-355           | Quellfassung, sogenannter Römerbrunnen |
| Holzgasse 1 (Standort)                            | Katholische Pfarrkirche Sankt Willibald | Hallenkirche, neugotisch, mit steinsichtiger Westfassade, Chorflankenturm mit Spitzhelm, 1869–71 von Wilhelm Langenfaß, Veränderungen 1979/80; mit Ausstattung                                                                            | D-5-77-177-173           | weitere Bilder                         |
| Holzgasse 1 (Standort)                            | Garteneinfriedung                       | 1894 | D-5-77-177-173 zugehörig | BW                                     |
| Holzgasse 3 (Standort)                            | Katholisches Pfarrhaus                  | Zweigeschossiger traufständiger Satteldachbau, von Eugen Waidenschlager, 1874 | D-5-77-177-174           | BW                                     |
| Holzgasse 3 (Standort)                            | Garteneinfriedung                       | Wohl gleichzeitig | D-5-77-177-174 zugehörig | BW                                     |
| Holzgasse 21; Holzgasse 23 (Standort)             | Doppelhaus                              | Villenartiger ziegelsichtiger Bau mit Satteldach und Zwerchhäusern, mit Gusseisenveranden, Gliederungselemente in Naturstein, mit historistischen Elementen, Nr. 21 bezeichnet mit „1888“, Nr. 23 bezeichnet mit „1889“, von Hermann Lang | D-5-77-177-175           | Doppelhaus                             |
| Holzgasse 21; Holzgasse 23 (Standort)             | Einfriedung                             | Pfeilergitterzaun, gleichzeitig | D-5-77-177-175           | BW                                     |
| Holzgasse 21; Holzgasse 23 (Standort)             | Zwei hölzerne Gartenpavillons           | Gleichzeitig | D-5-77-177-175           | BW                                     |
| Holzgasse 25 (Standort)                           | Wohnhaus                                | Eingeschossiger Satteldachbau mit Zwerchhaus und Vorbau, Gliederung durch Natursteinquader, in Formen des Heimatstils, nach Entwürfen von Hanns Etschel, ausgeführt von Hermann Lang, Weißenburg, 1907                                    | D-5-77-177-176           | BW                                     |
| Holzgasse 25 (Standort)                           | Garteneinfriedung                       | Wohl gleichzeitig | D-5-77-177-176           | BW                                     |
| Huttergasse 1 (Standort)                          | Bürgerhaus                              | Zweigeschossiger Walmdachbau, wohl 18. Jahrhundert | D-5-77-177-179           | weitere Bilder                         |
| Huttergasse 2 (Standort)                          | Ehemaliges Ackerbürgerhaus              | Zweigeschossiger Satteldachbau, massiv, mit kleinem Zwerchhaus und Ladeluke, 1728 (dendrochronologisch datiert) | D-5-77-177-180           | weitere Bilder                         |
| Huttergasse 2 (Standort)                          | Nebenhaus                               | 1689 (dendrochronologisch datiert) | D-5-77-177-180           | weitere Bilder                         |
| Huttergasse 2 (Standort)                          | Scheune                                 | Wohl 18. Jahrhundert | D-5-77-177-180           | weitere Bilder                         |
| Huttergasse 9 (Standort)                          | Wohnhaus                                | Zweigeschossiger traufständiger Bau mit Steildach, mit Zwerchhaus, teilweise Fachwerk, im Kern 15. Jahrhundert, mehrere Veränderungen | D-5-77-177-181           | weitere Bilder                         |
| Huttergasse 12 (Standort)                         | Bürgerhaus                              | Zweigeschossiger giebelständiger Satteldachbau, Fachwerk verputzt, im Kern wohl frühes 17. Jahrhundert, Aufstockung um 1720 | D-5-77-177-183           | weitere Bilder                         |
| Huttergasse 13 (Standort)                         | Wohnhaus                                | Zweigeschossiger Bau in Ecklage, Steildach westlich abgewalmt, im Kern gotischer Ständerbau, um 1445 (dendrochronologisch datiert) | D-5-77-177-184           | weitere Bilder                         |
| Huttergasse 15 (Standort)                         | Bürgerhaus                              | Zweigeschossiger giebelständiger Satteldachbau, Fachwerk verputzt, 17. Jahrhundert, Veränderungen im 18. Jahrhundert | D-5-77-177-185           | weitere Bilder                         |
| Huttergasse 16, Wildbadstraße 15 (Standort)       | Wohnhaus                                | Zweigeschossiger traufständiger Satteldachbau, 18./19. Jahrhundert; bildet zusammen mit Wildbadstraße 15 einen Baukörper | D-5-77-177-186           | weitere Bilder                         |
| Huttergasse 20 (Standort)                         | Bürgerhaus                              | Zweigeschossiger giebelständiger Satteldachbau, zum Teil Fachwerk verputzt, wohl 18. Jahrhundert | D-5-77-177-187           | weitere Bilder                         |

### I
| Lage                             | Objekt                                          | Beschreibung | Akten-Nr.      | Bild           |
| -------------------------------- | ----------------------------------------------- | --- | -------------- | -------------- |
| Industriestraße 1 (Standort)     | Ehemaliges Siechhaus                            | Zweigeschossiger Satteldachbau, Obergeschoss und Giebel Fachwerk, bezeichnet „1691“, 1835–37 Umbau zum Krankenhaus, nach 1884 Wohnhaus                                 | D-5-77-177-188 | BW             |
| Innere Türkengasse 1 (Standort)  | Wohnhaus                                        | Zweigeschossiger giebelständiger Satteldachbau, Fachwerk verputzt, 1672/73 (dendrochronologisch datiert), Umbauten 19. Jahrhundert                                     | D-5-77-177-189 | weitere Bilder |
| Innere Türkengasse 2 (Standort)  | Wohnhaus, ehemals auch Scheune und Lagergebäude | Dreigeschossiger giebelständiger Bau mit Krüppelwalmdach, mit fachwerksichtigem Giebel, Erdgeschoss bezeichnet „1736“, Umbauten und Erweiterungen des 19. Jahrhunderts | D-5-77-177-190 | weitere Bilder |
| Innere Türkengasse 11 (Standort) | Wohnhaus                                        | Zweigeschossiger traufständiger Satteldachbau, mit Zwerchhaus, bezeichnet „1802“                                                                                       | D-5-77-177-192 | weitere Bilder |
| Innere Türkengasse 13 (Standort) | Wohnhaus                                        | Zweigeschossiger Bau mit Mansarddach, mit Lisenen und Gliederungselementen in Naturstein, zweite Hälfte 18. Jahrhundert                                                | D-5-77-177-193 | weitere Bilder |
| Innere Türkengasse 14 (Standort) | Wohnhaus                                        | Zweigeschossiger giebelständiger Satteldachbau, Fachwerk verputzt, 17./18. Jahrhundert                                                                                 | D-5-77-177-194 | weitere Bilder |
| Innere Türkengasse 15 (Standort) | Wohnhaus                                        | Zweigeschossiges Gebäude mit Mansardwalmdach, 1823 | D-5-77-177-195 | weitere Bilder |
| Innere Türkengasse 20 (Standort) | Wohnhaus                                        | Zweigeschossiger traufständiger Satteldachbau, mit Zwerchhaus, 1872, im Kern älter                                                                                     | D-5-77-177-197 | weitere Bilder |

### J
| Lage                                   | Objekt                        | Beschreibung | Akten-Nr.      | Bild           |
| -------------------------------------- | ----------------------------- | --- | -------------- | -------------- |
| Jahnstraße 1 (Standort)                | Wohnhaus                      | Zweigeschossiges Gebäude mit Walmdach, bezeichnet „1844“ | D-5-77-177-198 | BW             |
| Jahnstraße 27 (Standort)               | Gartenhäuschen                | Zweigeschossiger massiver Walmdachbau, klassizistisch, 1815 | D-5-77-177-202 | BW             |
| Jahnstraße 41 (Standort)               | Katholische Heiligkreuzkirche | Kreuzförmig aufragender Zentralbau über quadratischem Sockelbau, mit Annexbauten, zweiseitig eingefasst von Pfarrhaus und Kindergarten                                                                             | D-5-77-177-607 | BW             |
| Jahnstraße 41 (Standort)               | Freistehender Glockenstuhl    | Betonkonstruktion mit Kalkstein- und Ziegelsteinmauerwerk, von Alexander von Branca, 1962/64 | D-5-77-177-607 | BW             |
| Nähe Judengasse (Standort)             | Scheune                       | Giebelständiger Satteldachbau mit fachwerksichtiger Giebelfront, gestelzt, als Durchfahrt, um 1700 | D-5-77-177-207 | weitere Bilder |
| Judengasse 2 (Standort)                | Bürgerhaus                    | Zweigeschossiger Satteldachbau in Ecklage, Giebel zum Markt, Fachwerk verputzt, mit Vortreppe, Ende 18. Jahrhundert, im Kern 15. Jahrhundert                                                                       | D-5-77-177-203 | weitere Bilder |
| Judengasse 3 (Standort)                | Wohnhaus, ehemaliges Judenbad | Zweigeschossiger traufständiger Satteldachbau mit Zwerchhaus und Vortreppe, Mitte 16. Jahrhundert, spätere Umbauten, erneuert zweite Hälfte 18. Jahrhundert und 1914                                               | D-5-77-177-204 | weitere Bilder |
| Judengasse 4 (Standort)                | Bürgerhaus                    | Zweigeschossiger giebelständiger Satteldachbau, mit fachwerksichtigem Giebel, erste Hälfte 18. Jahrhundert, Veränderungen im 19. Jahrhundert                                                                       | D-5-77-177-205 | weitere Bilder |
| Judengasse 6 (Standort)                | Bürgerhaus                    | Zweigeschossiger giebelständiger Satteldachbau, mit fachwerksichtigem Giebel, 18. Jahrhundert, Umbauten 1896 | D-5-77-177-206 | weitere Bilder |
| Judengasse 8 (Standort)                | Bürgerhaus                    | Zweigeschossiger giebelständiger Satteldachbau, Fachwerk verputzt, im Kern 15./frühes 16. Jahrhundert, erneuert 17. Jahrhundert                                                                                    | D-5-77-177-208 | weitere Bilder |
| Judengasse 9 (Standort)                | Bürgerhaus                    | Zweigeschossiger giebelständiger Satteldachbau, Fachwerk verputzt, mit Vortreppe, 18. Jahrhundert | D-5-77-177-209 | weitere Bilder |
| Judengasse 10 (Standort)               | Bürgerhaus                    | Zweigeschossiger Satteldachbau in Ecklage, Obergeschoss und Giebel fachwerksichtig, 17./18. Jahrhundert, 1815 erneuert, mit angeschlossenem Flügel mit Walmdach, fachwerksichtiges Obergeschoss, bezeichnet „1695“ | D-5-77-177-210 | weitere Bilder |
| Judengasse 11 (Standort)               | Bürgerhaus                    | Schmaler zweigeschossiger, giebelständiger Satteldachbau, mit fachwerksichtigem Obergeschoss und Giebel, zweite Hälfte 18. Jahrhundert, Veränderungen um 1800                                                      | D-5-77-177-211 | weitere Bilder |
| Judengasse 12; Rosenbühl 13 (Standort) | Bürgerhaus                    | Zweigeschossiger giebelständiger Satteldachbau, Fachwerk verputzt, im Kern 17. Jahrhundert, Fassade frühes 19. Jahrhundert                                                                                         | D-5-77-177-212 | weitere Bilder |
| Judengasse 12; Rosenbühl 13 (Standort) | Hinterhaus                    | Zweigeschossiger Massivbau über L-förmigen Grundriss, Nordflügel mit Satteldach, Südflügel mit Halbwalmdach, 18. Jahrhundert                                                                                       | D-5-77-177-212 | weitere Bilder |
| Judengasse 12; Rosenbühl 13 (Standort) | Nebengebäude                  | An die Hofmauer grenzend, massiv, 18./19. Jahrhundert | D-5-77-177-212 | weitere Bilder |
| Judengasse 12; Rosenbühl 13 (Standort) | Hofmauer                      | 18. Jahrhundert | D-5-77-177-212 | weitere Bilder |
| Judengasse 13 (Standort)               | Bürgerhaus                    | Zweigeschossiger Walmdachbau mit Zwerchhaus, mit Vortreppe, bezeichnet „1764“ | D-5-77-177-213 | weitere Bilder |
| Judengasse 14 (Standort)               | Wohnhaus                      | Eingeschossiger giebelständiger Satteldachbau, mit Fachwerkgiebel, verputzt, erbaut 1321/22 und 1462/63 (dendrochronologisch datiert), Veränderungen im Dach 1558 (dendrochronologisch datiert), 1838/39 erneuert  | D-5-77-177-214 | weitere Bilder |
| Judengasse 14 (Standort)               | Scheune                       | Zweigeschossiger Satteldachbau, in Teilen Fachwerk, 1836 | D-5-77-177-214 | weitere Bilder |
| Judengasse 16 (Standort)               | Gasthaus                      | Zweigeschossiger giebelständiger Satteldachbau, Fachwerkgiebel, verputzt, bezeichnet „1747“ | D-5-77-177-215 | weitere Bilder |
| Judengasse 16 (Standort)               | Nebengebäude                  | Anschließend ans Gasthaus, zweigeschossiger Satteldachbau, Natursteinmauerwerk, um 1800 | D-5-77-177-215 | weitere Bilder |
| Judengasse 17 (Standort)               | Bürgerhaus                    | Zweigeschossiger giebelständiger Satteldachbau, mit Hofeinfahrt und Vortreppe, 1807/08 | D-5-77-177-216 | weitere Bilder |
| Judengasse 20 (Standort)               | Wohnhaus                      | Eingeschossiger giebelständiger Satteldachbau, bezeichnet 1829, im Kern 18. Jahrhundert, mit zweigeschossigem Walmdachanbau                                                                                        | D-5-77-177-217 | weitere Bilder |
| Judengasse 22 (Standort)               | Bürgerhaus                    | Zweigeschossiger Satteldachbau in Ecklage, mit Fachwerkobergeschoss und -Giebel, bezeichnet „1628“ | D-5-77-177-218 | weitere Bilder |
| Judengasse 25 (Standort)               | Ehemaliges Syndikatshaus      | Zweigeschossiger Satteldachbau in Ecklage, Giebel in Fachwerk, im Kern 15. Jahrhundert, erneuert Ende 19. Jahrhundert und 1965                                                                                     | D-5-77-177-220 | weitere Bilder |
| Judengasse 26 (Standort)               | Ehemaliges Gasthaus           | Zweigeschossiger Satteldachbau in Ecklage, mit fachwerksichtigem Obergeschoss und Giebel, 1484/85 (dendrochronologisch datiert), erneuert 17./18. Jahrhundert                                                      | D-5-77-177-221 | weitere Bilder |
| Judengasse 26 (Standort)               | Nebengebäude                  | Zweigeschossiger Satteldachbau, in Teilen Fachwerk, wohl 18. Jahrhundert | D-5-77-177-221 | Nebengebäude   |
| Judengasse 27, 29 (Standort)           | Bürgerhaus                    | Zweigeschossiger traufständiger Satteldachbau, mit fachwerksichtigem Obergeschoss und Giebel, bezeichnet „1707“, Doppelhaus                                                                                        | D-5-77-177-222 | weitere Bilder |
| Judengasse 28 (Standort)               | Wohnhaus                      | Zweigeschossiger giebelständiger Satteldachbau, Fachwerk, in Teilen verputzt, vor 1550, Erneuerungen um 1800 | D-5-77-177-223 | Wohnhaus       |
| Judengasse 30 (Standort)               | Ehemaliges Stadtschreiberhaus | Zweigeschossiger traufständiger Satteldachbau, mit Natursteingliederung, bezeichnet 1614, im 19. Jahrhundert verändert                                                                                             | D-5-77-177-225 | weitere Bilder |
| Judengasse 32 (Standort)               | Bürgerhaus                    | Zweigeschossiger Satteldachbau in Ecklage, mit fachwerksichtigem Obergeschoss und Giebel, nach 1614, Kellergeschoss mittelalterlich, Erneuerungen um 1700                                                          | D-5-77-177-226 | weitere Bilder |
| Judengasse 33 (Standort)               | Bürgerhaus                    | Zweigeschossiger Satteldachbau in Ecklage, Obergeschoss und Giebel Fachwerk, bezeichnet 1760, im Kern zweite Hälfte 16. Jahrhundert                                                                                | D-5-77-177-227 | weitere Bilder |

### K
| Lage                      | Objekt                                      | Beschreibung | Akten-Nr.      | Bild     |
| ------------------------- | ------------------------------------------- | --- | -------------- | -------- |
| Kehler Weg 12 (Standort)  | Mietshaus der Baugenossenschaft Selbsthilfe | Zweigeschossiger Walmdachbau mit Mittelrisalit und Zwerchhaus, im expressionistischen Heimatstil, polygonale Bodenerker an den Schmalseiten, von Hermann Lang (München), 1925 | D-5-77-177-601 | BW       |
| Kehler Weg 14 (Standort)  | Mietshaus der Baugenossenschaft Selbsthilfe | Zweigeschossiger Walmdachbau mit Mittelrisalit und Zwerchhaus, im expressionistischen Heimatstil, von Hermann Lang (München), 1925                                            | D-5-77-177-602 | BW       |
| Klostergasse 1 (Standort) | Wohnhaus                                    | Zweigeschossiger traufständiger Satteldachbau, Zwerchhaus mit ehem. Ladeluke, im Kern wohl 17./18. Jahrhundert, Veränderungen Ende 19. Jahrhundert                            | D-5-77-177-228 | Wohnhaus |

### L
| Lage                                                                              | Objekt                                                                             | Beschreibung | Akten-Nr.      | Bild                    |
| --------------------------------------------------------------------------------- | ---------------------------------------------------------------------------------- | --- | -------------- | ----------------------- |
| Luderfeld, am Hang südöstlich der Altstadt unterhalb des Römerbrunnens (Standort) | Ehemaliges Fallhaus                                                                | Eingeschossiger Walmdachbau, Haustein, Sandstein, 1774 erstmals erwähnt | D-5-77-177-620 | Ehemaliges Fallhaus     |
| Luderfeld (Standort)                                                              | Russischer Friedhof                                                                | Gräberreihen im alten Teil des Gedenkfriedhofes für Verstorbene des Internierungslagers auf der Wülzburg, angelegt 1946 | D-5-77-177-595 | Russischer Friedhof     |
| Luitpoldstraße (Standort)                                                         | Kaiser-Ludwig-Brunnen                                                              | Von Emil Dittler, 1903 | D-5-77-177-257 | weitere Bilder          |
| Luitpoldstraße 1 (Standort)                                                       | Bürgerhaus                                                                         | Zweigeschossiger giebelständiger Satteldachbau, massiv, 17. Jahrhundert, Fassade 1859 | D-5-77-177-233 | weitere Bilder          |
| Luitpoldstraße 2 (Standort)                                                       | Bürgerhaus (Lebküchnerhaus), ab dem späten 19. Jahrhundert Wohn- und Geschäftshaus | Schmaler viergeschossiger Satteldachbau in Ecklage, mit Fachwerkobergeschoss und Giebel, 1558 (dendrochronologisch datiert), Veränderungen im 19. Jahrhundert | D-5-77-177-234 | weitere Bilder          |
| Luitpoldstraße 3 (Standort)                                                       | Löwenbrauerei Goldener Löwe                                                        | Dreigeschossiger giebelständiger Satteldachbau mit Schweifgiebel, massiv, Erdgeschoss, Gliederungs- und Zierelemente natursteinsichtig, mit Vortreppe, bezeichnet „1778“ | D-5-77-177-235 | weitere Bilder          |
| Luitpoldstraße 4 (Standort)                                                       | Wohn- und Geschäftshaus                                                            | Dreigeschossiger traufständiger Satteldachbau, mit natursteinsichtiger Fassade, massiv, im Kern wohl 16. Jahrhundert, Fassade 1845 | D-5-77-177-236 | Wohn- und Geschäftshaus |
| Luitpoldstraße 5 (Standort)                                                       | Bürgerhaus                                                                         | Zweigeschossiger giebelständiger Satteldachbau, Eckgebäude, massiv, in Teilen Fachwerk, mit Ecklisenen, im Kern vor 1550, Umbau um 1750 | D-5-77-177-237 | Bürgerhaus              |
| Luitpoldstraße 7 (Standort)                                                       | Bürgerhaus                                                                         | Zweigeschossiger giebelständiger Satteldachbau, Eckgebäude, um 1780, im Kern wohl vor 1500, Umbauphase 1572/73 (dendrochronologisch datiert), neuzeitlich verändert | D-5-77-177-238 | weitere Bilder          |
| Luitpoldstraße 8 (Standort)                                                       | Bürgerhaus                                                                         | Zweigeschossiger giebelständiger Satteldachbau, mit fachwerksichtigem Obergeschoss und Giebel, 17. Jahrhundert, Veränderungen im späten 18. Jahrhundert | D-5-77-177-239 | weitere Bilder          |
| Luitpoldstraße 9, Klostergasse 6 (Standort)                                       | Ehemaliges Karmeliten-Kloster, ehemalige Klosterkirche                             | Saalkirche, Chorbau und Langhaus nach 1325, spätere Erweiterung durch nördliches Seitenschiff, 1670 vollständige Renovierung, Barockisierung 1729, Langhaus im 18. Jahrhundert verändert, Sakristei 15. Jahrhundert                                                                                                  | D-5-77-177-240 | weitere Bilder          |
| Luitpoldstraße 9, Klostergasse 6 (Standort)                                       | Ehemaliges Karmeliten-Kloster, Ostflügel des Klosters                              | Zweigeschossiger Bau mit Steildach, 14. Jahrhundert, mit zweigeschossigem Anbau, 1470/71 (dendrochronologisch datiert) | D-5-77-177-240 | weitere Bilder          |
| Luitpoldstraße 10 (Standort)                                                      | Bürgerhaus                                                                         | Dreigeschossiger Walmdachbau, massiv, 1819 | D-5-77-177-241 | weitere Bilder          |
| Luitpoldstraße 11 (Standort)                                                      | Bürgerhaus                                                                         | Zweigeschossiger giebelständiger Satteldachbau, Mitte 16. Jahrhundert; ehemaliger Klosteranbau siehe Luitpoldstraße 9 | D-5-77-177-242 | Bürgerhaus              |
| Luitpoldstraße 13 (Standort)                                                      | Ehemaliges Gasthaus                                                                | Dreigeschossiger Walmdachbau, massiv, 1821 und 1878/79 neu errichtet, mit spätgotischem Kern, Fassadenmalerei von Otto Michael Schmidt (Entwurf) 1954 | D-5-77-177-243 | weitere Bilder          |
| Luitpoldstraße 14 (Standort)                                                      | Ehemaliges Gasthaus                                                                | Zweigeschossiges Gebäude mit Mansardwalmdach und Satteldachanschluss, mit Schweifgiebel, Ecklisenen und Gliederungen der Fassade in Naturstein, mit Vortreppe, um 1782/85 | D-5-77-177-244 | weitere Bilder          |
| Luitpoldstraße 15; Heigertgasse 2 (Standort)                                      | Bürgerhaus                                                                         | Zwei- bis dreigeschossiges Gebäude in Ecklage mit Walmdach und anschließendem Satteldachbau, im Kern wohl noch 15./16. Jahrhundert, teilweise Fachwerk erhalten, Umbau des südlichen Hausteils zum dreigeschossigen Walmdachbau, mit rustiziertem Erdgeschoss und Lisenengliederung in Naturstein, bezeichnet „1805“ | D-5-77-177-245 | weitere Bilder          |
| Luitpoldstraße 15; Heigertgasse 2 (Standort)                                      | Rückflügel                                                                         | Zweigeschossiger Satteldachbau, Fachwerk, mit klassizistischer Altane, frühes 17. Jahrhundert, klassizistisch umgestaltet im frühen 19. Jahrhundert | D-5-77-177-245 | Rückflügel              |
| Luitpoldstraße 16 (Standort)                                                      | Gasthaus Goldener Stern                                                            | Zweigeschossiger giebelständiger Satteldachbau mit Treppengiebel, massiv, 1314/15 (dendrochronologisch datiert), Veränderungen 19. Jahrhundert | D-5-77-177-246 | weitere Bilder          |
| Luitpoldstraße 17 (Standort)                                                      | Brauereigasthof                                                                    | Zweigeschossiger Satteldachbau mit Fachwerkgiebel, 17./18. Jahrhundert, um 1940 erneuert | D-5-77-177-247 | weitere Bilder          |
| Luitpoldstraße 18 (Standort)                                                      | Ehemaliges Gasthaus                                                                | Dreigeschossiger Walmdachbau, massiv, mit Ecklisenen, bezeichnet „1784“ | D-5-77-177-248 | weitere Bilder          |
| Luitpoldstraße 19 (Standort)                                                      | Bürgerhaus                                                                         | Zweigeschossiger giebelständiger Satteldachbau, 1515/16 (dendrochronologisch datiert), mit Ecklisenen, barocke Fassadenumgestaltung, bezeichnet „1766“ | D-5-77-177-249 | weitere Bilder          |
| Luitpoldstraße 20 (Standort)                                                      | Bürgerhaus                                                                         | Zweigeschossiges giebelständiges Gebäude mit Steildach, massiv, im Kern wohl spätgotisch, Umbau 1872 | D-5-77-177-250 | Bürgerhaus              |
| Luitpoldstraße 21 (Standort)                                                      | Bürgerhaus                                                                         | Zweigeschossiger giebelständiger Bau mit Steildach, massiv, wohl erstes Drittel 19. Jahrhundert | D-5-77-177-624 | weitere Bilder          |
| Luitpoldstraße 22 (Standort)                                                      | Bürgerhaus                                                                         | Zweigeschossiger giebelständiger Satteldachbau, Eckgebäude, mit fachwerksichtigem Obergeschoss und -Giebel, zweite Hälfte 15. Jahrhundert | D-5-77-177-251 | weitere Bilder          |
| Luitpoldstraße 22 (Standort)                                                      | Anschließendes Nebengebäude, ehemalige Scheune                                     | Teilweise Fachwerk, an der Bräugasse, 17. /18. Jahrhundert | D-5-77-177-251 | BW                      |
| Luitpoldstraße 24 (Standort)                                                      | Bürgerhaus                                                                         | Dreigeschossiger Walmdachbau, massiv, mit rustiziertem Erdgeschoss und Eckquaderungen, 1809 | D-5-77-177-252 | weitere Bilder          |
| Luitpoldstraße 26 (Standort)                                                      | Bürgerhaus                                                                         | Dreigeschossiges Gebäude mit Mansardwalmdach, massiv, mit Ecklisenen in Naturstein, um 1800 | D-5-77-177-253 | weitere Bilder          |
| Luitpoldstraße 28 (Standort)                                                      | Ehemaliges Gasthaus                                                                | Dreigeschossiger Satteldachbau in Ecklage, massiv, bezeichnet „1701“, mit seitlichem Anbau, 18. Jahrhundert | D-5-77-177-254 | weitere Bilder          |
| Luitpoldstraße 28 (Standort)                                                      | Nebengebäude                                                                       | Teilweise Fachwerk, mit Gewölben, Portalbogen bezeichnet „1613“ | D-5-77-177-254 | weitere Bilder          |
| Luitpoldstraße 30 (Standort)                                                      | Bürgerhaus                                                                         | Zweigeschossiger giebelständiger Satteldachbau, massiv, mit Ecklisenen und Vortreppe, im Kern um 1500, erneuert Ende 18. Jahrhundert | D-5-77-177-255 | weitere Bilder          |
| Luitpoldstraße 32 (Standort)                                                      | Bürgerhaus                                                                         | Zweigeschossiger Satteldachbau in Ecklage, massiv, Ecklisenen, Eckquaderungen und Gliederungselemente in Naturstein, mit klassizistischem Zwerchhaus zur Obertorstraße, 1475 (dendrochronologisch datiert), umgestaltet um 1790                                                                                      | D-5-77-177-256 | Bürgerhaus              |

### M
| Lage                                                     | Objekt                                                                        | Beschreibung | Akten-Nr.      | Bild                                                                |
| -------------------------------------------------------- | ----------------------------------------------------------------------------- | --- | -------------- | ------------------------------------------------------------------- |
| Marktplatz (Standort)                                    | Sogenannter Schweppermannsbrunnen                                             | Oktogonales Sandsteinbecken und Brunnensäule mit Ritterfigur, von Hans Georg Schwickard, 1685/86 | D-5-77-177-272 | weitere Bilder                                                      |
| Marktplatz 1 (Standort)                                  | Reichsstädtisches Rathaus, sogenanntes Altes Rathaus                          | Dreigeschossiger Sandsteinquaderbau mit Steildach, reich gegliederte und gezierte Giebelfronten nach Osten und Westen, 1470–76, Söller 1545, Archivturm 1567; mit Ausstattung | D-5-77-177-258 | weitere Bilder                                                      |
| Marktplatz 2 (Standort)                                  | Bürgerhaus, seit 1900 Wohn- und Geschäftshaus                                 | Dreigeschossiger Satteldachbau in Ecklage, mit Fachwerkgiebel, 1685, 1900 Umbau zum Kaufhaus | D-5-77-177-259 | weitere Bilder                                                      |
| Marktplatz 3 (Standort)                                  | Bürgerhaus                                                                    | Zweigeschossiges giebelständiges Gebäude mit Steildach, massiv, im Kern 1346 (dendrochronologisch datiert), Umbauphasen im 16. Jahrhundert (1579 dendrochronologisch datiert) und „1774“ (bezeichnet) | D-5-77-177-260 | weitere Bilder                                                      |
| Marktplatz 3 (Standort)                                  | Rückgebäude                                                                   | Zweigeschossiger Satteldachbau, teilweise Fachwerk, wohl 19. Jahrhundert | D-5-77-177-260 | BW                                                                  |
| Marktplatz 4 (Standort)                                  | Bürgerhaus                                                                    | Zweigeschossiges giebelständiges Gebäude mit Steildach, massiv, Fassade Ende 18. Jahrhundert, im Kern 15. Jahrhundert | D-5-77-177-261 | weitere Bilder                                                      |
| Marktplatz 4 (Standort)                                  | Nebengebäude, ehemaliges Scheunen- und Speichergebäude                        | Rückwärtig zweigeschossiges Nebengebäude, massiv mit Fachwerkobergeschoss und -giebel, bezeichnet „1683“ | D-5-77-177-261 | BW                                                                  |
| Marktplatz 5 (Standort)                                  | Gasthaus Zum Goldenen Adler                                                   | Zweigeschossiges giebelständiges Gebäude mit Steildach, Erdgeschoss und Ecklisenen natursteinsichtig, Front massiv zweite Hälfte 18. Jahrhundert, im Kern Fachwerkbau des 16. Jahrhunderts, mit anschließendem Fachwerkhinterhaus, wohl gleichzeitig | D-5-77-177-262 | weitere Bilder                                                      |
| Marktplatz 6 (Standort)                                  | Ehemaliges Gasthaus                                                           | Dreigeschossiger giebelständiger Satteldachbau, 1845, Schweifgiebel von 1906/07 | D-5-77-177-263 | weitere Bilder                                                      |
| Marktplatz 6, Am Hof 3a (Standort)                       | Nebengebäude, ehemaliger Scheunen- und Speicherbau                            | Rückwärtig, zweigeschossiger Satteldachbau, massives Untergeschoss mit Bierkellern, mit Fachwerkobergeschoss und -giebel, 17./18. Jahrhundert | D-5-77-177-264 | BW                                                                  |
| Marktplatz 7 (Standort)                                  | Bürgerhaus                                                                    | Zweigeschossiger giebelständiger Satteldachbau, 1591/92 (dendrochronologisch datiert), Barockisierung der Fassade mit geschweiftem Giebel 1722 | D-5-77-177-264 | weitere Bilder                                                      |
| Marktplatz 7 (Standort)                                  | Nebengebäude                                                                  | Rückwärtig, zweigeschossiger Bau mit Steildach, Fachwerk verputzt, 1544 (dendrochronologisch datiert) | D-5-77-177-264 | BW                                                                  |
| Marktplatz 8 (Standort)                                  | Bürgerhaus                                                                    | Dreigeschossiges Gebäude mit Mansardwalmdach, Erdgeschoss und Ecklisenen natursteinsichtig, mit Vortreppe, bezeichnet „1785“, Veränderungen 1893 | D-5-77-177-265 | weitere Bilder                                                      |
| Marktplatz 8 (Standort)                                  | Nebengebäude                                                                  | Eingeschossiger Satteldachbau, Bruchstein, in Teilen Fachwerk, wohl 18. Jahrhundert | D-5-77-177-265 | weitere Bilder                                                      |
| Marktplatz 9 (Standort)                                  | Ehemaliges Gasthaus Zur Goldenen Gans                                         | Dreigeschossiges spätbarockes Gebäude mit Mansardwalmdach, Erdgeschoss und Gliederungen natursteinsichtig, bezeichnet „1792“; mit Vortreppe | D-5-77-177-266 | weitere Bilder                                                      |
| Marktplatz 10 (Standort)                                 | Apotheke                                                                      | Zweigeschossiger giebelständiger Satteldachbau, massiv mit Fachwerkgiebel verputzt, mit Ecklisenen, im Kern 16. Jahrhundert, im 18. Jahrhundert erneuert, bezeichnet „1694“, mit Vortreppe | D-5-77-177-267 | weitere Bilder                                                      |
| Marktplatz 11 (Standort)                                 | Ehemaliges Gerberhaus und ehemalige Brauerei mit Gasthaus „Zur Goldenen Ente“ | Zweigeschossiger, zurückgesetzter Eckbau mit Walmdach und Zwerchhäusern, massiv, im Kern spätmittelalterlich, Umbauphase wohl 1785, im 19. Jahrhundert Ladeneinbauten, 1960 Umbau | D-5-77-177-268 | weitere Bilder                                                      |
| Marktplatz 12 (Standort)                                 | Bürgerhaus                                                                    | Zweigeschossiger giebelständiger Satteldachbau, im Kern 15. Jahrhundert, im 18. und 19. Jahrhundert verändert | D-5-77-177-269 | Bürgerhaus                                                          |
| Marktplatz 12 (Standort)                                 | Fachwerkanbau                                                                 | Rückwärtig, zweigeschossig mit hölzerner Altane, 1696 | D-5-77-177-269 | Fachwerkanbau                                                       |
| Marktplatz 13 (Standort)                                 | Ehemalige Brauereigaststätte                                                  | Zweigeschossiges Gebäude in Ecklage mit Steildach, Fachwerkgiebel auf massivem Untergeschoss, im Kern spätmittelalterlich, 1428 (dendrochronologisch datiert), Ausbau im 17./18. Jahrhundert, 1926 und 1970 erneuert, mit Hinterhaus, wohl gleichzeitig | D-5-77-177-270 | weitere Bilder                                                      |
| Marktplatz 17 (Standort)                                 | Bürgerhaus                                                                    | Schmaler dreigeschossiger Satteldachbau, Fachwerk über massivem Erdgeschoss, wohl zweite Hälfte 18. Jahrhundert | D-5-77-177-271 | weitere Bilder                                                      |
| Marktplatz 19 (Standort)                                 | Städtisches Verwaltungsgebäude, jetzt Neues Rathaus                           | Dreigeschossiger Walmdachbau mit rückwärtigem Flügel, mit Putzgliederung, Ecklisenen und Eckquaderungen, 1695–1700, mit Ausstattung | D-5-77-177-145 | weitere Bilder                                                      |
| Marktplatz 19 (Standort)                                 | Bürgerhaus, zum Neuen Rathaus gehörig                                         | zweigeschossiger Satteldachbau, Fachwerk verputzt, 1468 (dendrochronologisch datiert), mit Giebelzwerchhaus, erste Hälfte 18. Jahrhundert, verändert 19. Jahrhundert | D-5-77-177-145 | BW                                                                  |
| Marktplatz 19 (Standort)                                 | Ehemaliger Scheunen- und Speicherbau, zum Neuen Rathaus gehörig               | Massiv mit Fachwerkobergeschoss, bezeichnet „1805“ | D-5-77-177-145 | weitere Bilder                                                      |
| Martin-Luther-Platz 1 (Standort)                         | Ehemaliges Kantoratshaus                                                      | Zweigeschossiger Satteldachbau in Ecklage, mit Zwerchhäusern, 1714/15, Ausbau (Zwerchhäuser) im 19. Jahrhundert | D-5-77-177-273 | weitere Bilder                                                      |
| Martin-Luther-Platz 2 (Standort)                         | Wohn- und Geschäftshaus                                                       | Zweigeschossiger Satteldachbau in Ecklage, massiv, zweite Hälfte 18. Jahrhundert, mit traufseitigem Anbau, 1905 | D-5-77-177-274 | weitere Bilder                                                      |
| Martin-Luther-Platz 3, Martin-Luther-Platz 3a (Standort) | Ehemaliges Tröltschsches Wohnhaus und Manufaktur, heute Römermuseum           | Dreigeschossiger Walmdachbau, mit Eckquaderungen, 1809 | D-5-77-177-275 | Ehemaliges Tröltschsches Wohnhaus und Manufaktur, heute Römermuseum |
| Martin-Luther-Platz 3a (Standort)                        | Rückwärtiger Flügel                                                           | Zweigeschossiger Satteldachbau, in Teilen Fachwerk, im Kern spätmittelalterlich, umgebaut im 18. Jahrhundert | D-5-77-177-275 | Rückwärtiger Flügel                                                 |
| Martin-Luther-Platz 4 (Standort)                         | Bürgerhaus                                                                    | Zweigeschossiger Satteldachbau in Ecklage, mit fachwerksichtigem Giebel, Ecklisenen in Naturstein, bezeichnet „1767“ | D-5-77-177-276 | weitere Bilder                                                      |
| Martin-Luther-Platz 6 (Standort)                         | Ehemalige Fabrikantenvilla                                                    | Wohnhausbau, zweigeschossiger ziegelsichtiger Bau mit Walmdach und Krüppelwalm, mit Hausteingliederung, Turm mit Spitzdach, von Hermann Lang, 1892 | D-5-77-177-603 | weitere Bilder                                                      |
| Martin-Luther-Platz 7, Martin-Luther-Platz 7a (Standort) | Ehemaliges Schul- und Rektoratshaus                                           | Zweigeschossiger Doppelbau mit Walmdach, mit Putzgliederung und Ecklisenen, 1806 | D-5-77-177-278 | weitere Bilder                                                      |
| Martin-Luther-Platz 9 (Standort)                         | Ehemalige Lateinschule, sogenannte Alte Lateinschule                          | Zweigeschossiger Satteldachbau, mit Fachwerkobergeschoss und -Giebel, bezeichnet „1580/81“ | D-5-77-177-279 | weitere Bilder                                                      |
| Martin-Luther-Platz 11 (Standort)                        | Evangelisch-lutherische Stadtpfarrkirche St. Andreas                          | Ehemalige Staffelhalle, im 19. Jahrhundert zur Basilika ausgebaut. Dreischiffige Langhausanlage, Weihe 1327, 1425 Hallenchor, dieser 1440–65 erneuert, Ostturm 1459–65, 1520 vollendet, 1891/92 purifizierende Restaurierung und Ausbau des Langhauses zur Basilika; mit Ausstattung einschließlich Hauptorgel, 1962/63 erbaut von der Orgelwerkstatt G. F. Steinmeyer & Co. Oettingen nach der Konzeption des Landeskirchenmusikdirektors Prof. Friedrich Högner | D-5-77-177-280 | weitere Bilder                                                      |

### N
| Lage                                                    | Objekt                                                   | Beschreibung | Akten-Nr.               | Bild                              |
| ------------------------------------------------------- | -------------------------------------------------------- | --- | ----------------------- | --------------------------------- |
| Habermühlweg 50, Nähe Habermühle, Rohrbach (Standort)   | Habermühle, seit dem 15. Jahrhundert bestehend: Wohnhaus | Dreigeschossiger Walmdachbau, bezeichnet „1727“ | D-5-77-177-167          | BW                                |
| Habermühlweg 50, Nähe Habermühle, Rohrbach (Standort)   | Habermühle, Mühle                                        | Östlich ans Wohnhaus angeschlossen, zweigeschossig | D-5-77-177-167          | BW                                |
| Habermühlweg 50, Nähe Habermühle, Rohrbach (Standort)   | Habermühle                                               | Scheune, Satteldachbau, 1797 | D-5-77-177-167          | BW                                |
| Niederhofener Straße 7 (Standort)                       | Wohnhaus                                                 | Zweigeschossiger traufständiger Satteldachbau, mit Treppengiebeln, Eckquaderung Geschossgliederungen, Mitte 19. Jahrhundert                                                                       | D-5-77-177-284          | BW                                |
| Niederhofener Straße 8 (Standort)                       | Wohnhaus                                                 | Zweigeschossiges Gebäude mit Mansardwalmdach, bezeichnet „1764“, 1960 erweitert | D-5-77-177-285          | BW                                |
| Niederhofener Straße 9 (Standort)                       | Ehemaliges Finanzamt, Amtsgericht                        | Dreigeschossiger Bau mit Walmdach und Zwerchgiebeln, mit Eckquaderungen und Gliederungen in Naturstein, in Formen der Neurenaissance, 1905                                                        | D-5-77-177-286          | Ehemaliges Finanzamt, Amtsgericht |
| Niederhofener Straße 15 (Standort)                      | Wohnhaus                                                 | Zweigeschossiges traufständiges Gebäude mit Krüppelwalmdach, mit Eckquaderungen, 1844 | D-5-77-177-287          | BW                                |
| Niederhofener Straße 18 (Standort)                      | Gasthaus und ehemalige Zehntmühle                        | Zweigeschossiger giebelständiger Satteldachbau, Obergeschoss und Giebel Fachwerk, im Kern 17./18. Jahrhundert                                                                                     | D-5-77-177-288          | BW                                |
| Niederhofener Straße 18 (Standort)                      | Nebengebäude                                             | Anschließend, eingeschossiger Satteldachbau, mit Fachwerkgiebel, wohl um 1900 | D-5-77-177-288          | BW                                |
| Nördliche Ringstraße 15 (Standort)                      | Villa                                                    | Zweigeschossiger giebelständiger Satteldachbau im Fachwerkstil, mit reicher hölzerner Veranda, um 1880/83 erbaut, „1899“ (bezeichnet) von dem Zimmerermeister Gustav Loy umgebaut und aufgestockt | D-5-77-177-604          | Villa                             |
| Nördliche Ringstraße 20 (Standort)                      | Gasthaus                                                 | Zweigeschossiges Gebäude mit Halbwalmdach in Ecklage, mit Zwerchhaus, bezeichnet „1815“, 1899 nach Brand wieder aufgebaut                                                                         | D-5-77-177-291          | weitere Bilder                    |
| Nördliche Ringstraße 33 (Standort)                      | Ehemaliges Progymnasium                                  | Zweigeschossiger Bau mit Walmdach, Risalitgliederung mit Zwerchgiebeln, ziegelsichtig mit Hausteingliederung, nach Planung des Stadtbaumeisters Sebastian Eckart, 1895/96                         | D-5-77-177-605          | weitere Bilder                    |
| Nürnberger Straße 7 (Standort)                          | Ehemalige Scheune, jetzt Wohnhaus                        | Umbau im späten 18. Jahrhundert, zweigeschossiger Satteldachbau, mit Fachwerkobergeschoss und -giebel                                                                                             | D-5-77-177-293          | BW                                |
| Nürnberger Straße 7 (Standort)                          | Wohngebäude                                              | Östlich anschließender Flügelbau, zweigeschossiger Bau mit Walmdach, Ende 18. Jahrhundert; Umbauten im 19. Jahrhundert                                                                            | D-5-77-177-293          | BW                                |
| Nürnberger Straße 11; Schulhausstraße 4 (Standort)      | Villa                                                    | Zweigeschossiges Gebäude mit Walmdach, Backsteinbau mit vorgelegtem Türmchen mit Haubendach, Eckquaderungen und Gliederungselemente in Naturstein, 1893/94                                        | D-5-77-177-294          | BW                                |
| Nürnberger Straße 11; Schulhausstraße 4 (Standort)      | Garteneinfriedung                                        | Eisenzaun, wohl gleichzeitig | D-5-77-177-294          | BW                                |
| Nürnberger Straße 12 (Standort)                         | Villa                                                    | Zweigeschossiger Satteldachbau, spätklassizistisch, mit rustiziertem Portal, Mitte 19. Jahrhundert                                                                                                | D-5-77-177-295          | BW                                |
| Nürnberger Straße 12 (Standort)                         | Gartenpavillon                                           | Hölzern, 19. Jahrhundert | D-5-77-177-295          | BW                                |
| Nürnberger Straße 19 (Standort)                         | Ehemaliges Gasthaus                                      | Zweigeschossiger Walmdachbau, mit Zwerchhaus, massiv, mit Fachwerkobergeschoss, vor 1811 | D-5-77-177-297 Wikidata | weitere Bilder                    |
| Nürnberger Straße 22 (Standort)                         | Villa                                                    | Zweigeschossiger Backsteinbau mit Krüppelwalmdach, Mittelrisalit mit Schweifgiebel, Balkonvorbau mit neubarocken Eisengitter, in historistischen Formen, nach Planung von Hermann Lang, 1904      | D-5-77-177-621          | BW                                |
| Nürnberger Straße 25; Nähe Nürnberger Straße (Standort) | Ehemaliges Casino, Gasthaus                              | Zweigeschossiger Bau mit Mansardwalmdach, massiv, 1801, Anbau 1807 | D-5-77-177-298 Wikidata | weitere Bilder                    |
| Nürnberger Straße 25; Nähe Nürnberger Straße (Standort) | Ehemaliges Casino, hölzerner Pavillon                    | Im rückwärtigen Bereich, 19. Jahrhundert | D-5-77-177-298          | BW                                |
| Nürnberger Straße 25; Nähe Nürnberger Straße (Standort) | Ehemaliges Casino, Scheune                               | Zweigeschossiger Bau mit Krüppelwalmdach, mit fachwerksichtigem Obergeschoss, 1831 | D-5-77-177-298          | BW                                |
| Nürnberger Straße 28 (Standort)                         | Ehemaliges Gasthaus                                      | Zweigeschossiger Walmdachbau, mit Zwerchhaus, 1803, mit Seitenflügel an der Voltzstraße, 1840 | D-5-77-177-299          | BW                                |
| Nürnberger Straße 31; Nähe Schmalwieser Weg (Standort)  | Villa Oberwegner                                         | Zweigeschossiger Satteldachbau, mit Mittelrisalit und vorgelegter Terrasse, spätklassizistisch, 1858 von Leonhard Adel, rückwärtiger Treppenhausanbau, 1933; mit Ausstattung                      | D-5-77-177-300          | Villa Oberwegner                  |
| Nürnberger Straße 31; Nähe Schmalwieser Weg (Standort)  | Parkanlage                                               | Mit Garteneinfriedung, um 1858 | D-5-77-177-300          | BW                                |
| Nürnberger Straße 76 (Standort)                         | Ehemalige Mühle                                          | Zweigeschossiger Walmdachbau, Gliederungen in Naturstein, bezeichnet „1794“ | D-5-77-177-232          | BW                                |

### O
| Lage                                          | Objekt                                                                 | Beschreibung | Akten-Nr.      | Bild           |
| --------------------------------------------- | ---------------------------------------------------------------------- | --- | -------------- | -------------- |
| Obere Stadtmühlgasse 1 (Standort)             | Fabrikbau                                                              | Trauf- und giebelständig, zweigeschossiger Satteldachbau, erste Hälfte 19. Jahrhundert;                                                                      | D-5-77-177-302 | weitere Bilder |
| Obere Stadtmühlgasse 1 (Standort)             | Nördlicher Anbau                                                       | Zweigeschossiger Satteldachbau, bezeichnet „1864“ | D-5-77-177-302 | weitere Bilder |
| Obere Stadtmühlgasse 2 (Standort)             | Bürgerhaus                                                             | Zweigeschossiger Satteldachbau in Ecklage, Fachwerk verputzt, 18. Jahrhundert, mit Kelleranbau, wohl 19. Jahrhundert                                         | D-5-77-177-303 | weitere Bilder |
| Obere Stadtmühlgasse 3 (Standort)             | Wohnhaus                                                               | Zweigeschossiger Walmdachbau, massiv, mit Zwerchhaus, frühes 19. Jahrhundert, im Kern 18. Jahrhundert                                                        | D-5-77-177-304 | weitere Bilder |
| Obere Stadtmühlgasse 5 (Standort)             | Bürgerhaus                                                             | Zweigeschossiger Walmdachbau, massiv, in Teilen Fachwerk, mit Zwerchhaus, zweite Hälfte 18. Jahrhundert, 1821 rückwärtig erweitert                           | D-5-77-177-305 | weitere Bilder |
| Obere Stadtmühlgasse 7 (Standort)             | Ehemalige Brauerei und ehemaliges Gasthaus „Zum Grauen Bock“ (Fottner) | Zweigeschossiger Satteldachbau in Ecklage, massiv, 1878 | D-5-77-177-306 | weitere Bilder |
| Obere Stadtmühlgasse 8 (Standort)             | Ehemaliges Scheunen- und Speicherbau, Wohnhaus                         | Zweigeschossiger Satteldachbau, mit Fachwerkobergeschoss und -Giebel, wohl frühes 19. Jahrhundert                                                            | D-5-77-177-307 | weitere Bilder |
| Obere Stadtmühlgasse 9 (Standort)             | Wohnhaus                                                               | Zweigeschossiger traufständiger Bau mit Halbwalmdach, frühes 19. Jahrhundert                                                                                 | D-5-77-177-308 | Wohnhaus       |
| Obertorstraße 1 (Standort)                    | Bürgerhaus                                                             | Dreigeschossiger Walmdachbau, massiv, frühes 19. Jahrhundert                                                                                                 | D-5-77-177-310 | weitere Bilder |
| Obertorstraße 4 (Standort)                    | Bürgerhaus, im 19. Jahrhundert Umbau zum Wohn- und Geschäftshaus       | Zweigeschossiger giebelständiger Satteldachbau, massiv, mit Eckpilaster, durch Türgewände bezeichnet „1709“, wohl Ende 18. Jahrhundert erneuert              | D-5-77-177-311 | weitere Bilder |
| Obertorstraße 5 (Standort)                    | Bürgerhaus                                                             | Dreigeschossiger Walmdachbau, massiv, mit Eckquaderung, 1807                                                                                                 | D-5-77-177-312 | weitere Bilder |
| Obertorstraße 6 (Standort)                    | Bürgerhaus                                                             | Zweigeschossiger giebelständiger Satteldachbau, massiv, mit Ecklisenen, durch Türgewände bezeichnet „1762“ und „1777“                                        | D-5-77-177-313 | weitere Bilder |
| Obertorstraße 7 (Standort)                    | Ehemaliges Gasthaus                                                    | Zweigeschossiger giebelständiger Satteldachbau, massiv, 1755                                                                                                 | D-5-77-177-314 | weitere Bilder |
| Obertorstraße 8 (Standort)                    | Wohn- und Geschäftshaus                                                | Zweigeschossiger giebelständiger Satteldachbau, massiv, mit Ecklisenene in Naturstein, spätes 18. Jahrhundert Ehemalige Scheune, Satteldachbau, wohl um 1800 | D-5-77-177-315 | weitere Bilder |
| Obertorstraße 9 (Standort)                    | Bürgerhaus                                                             | Zweigeschossiger giebelständiger Satteldachbau, teilweise Fachwerk, erste Hälfte des 18. Jahrhunderts, im Kern wohl 17. Jahrhundert                          | D-5-77-177-316 | weitere Bilder |
| Obertorstraße 9 (Standort)                    | Anschließendes Hinterhaus                                              | Zweigeschossiger Satteldachbau mit Fachwerkobergeschoss, mit hölzerner Altane, 18. Jahrhundert                                                               | D-5-77-177-316 | weitere Bilder |
| Obertorstraße 10 (Standort)                   | Wohn- und Geschäftshaus                                                | Zweigeschossiger Walmdachbau mit Zwerchhaus, massiv, erste Hälfte 19. Jahrhundert, Veränderungen letztes Viertel 19. Jahrhundert                             | D-5-77-177-317 | weitere Bilder |
| Obertorstraße 12 (Standort)                   | Bürgerhaus                                                             | Zweigeschossiger giebelständiger Satteldachbau, massiv, im Kern wohl noch 17. Jahrhundert, Fassade modern                                                    | D-5-77-177-318 | weitere Bilder |
| Obertorstraße 13 (Standort)                   | Wohn- und Geschäftshaus                                                | Zweigeschossiger massiver Traufseitbau, um 1875 | D-5-77-177-319 | weitere Bilder |
| Obertorstraße 14 (Standort)                   | Bürgerhaus, ehemaliges Färbereihaus                                    | Zweigeschossiger giebelständiger Satteldachbau, massiv, mit Ecklisenen, im Kern 17. Jahrhundert, 1738 erneuert                                               | D-5-77-177-320 | weitere Bilder |
| Obertorstraße 14, an der Bachgasse (Standort) | Ehemalige Scheune, jetzt Geschäftshaus, 1764                           | Rückwärtig, zweigeschossiger Satteldachbau, mit Fachwerkobergeschoss und -Giebel                                                                             | D-5-77-177-320 | weitere Bilder |
| Obertorstraße 16 (Standort)                   | Bürgerhaus                                                             | Zweigeschossiger traufständiger Satteldachbau mit Zwerchhaus, große Teile in Fachwerk, verputzt, 1769, im Kern wohl 1594                                     | D-5-77-177-321 | weitere Bilder |
| Obertorstraße 20 (Standort)                   | Villa Pflaumer                                                         | Zweigeschossiger traufständiger Satteldachbau, Mittelrisalit mit Zwerchgiebel, massiv, spätklassizistisch, 1876                                              | D-5-77-177-323 | weitere Bilder |

### P
| Lage                                      | Objekt                                     | Beschreibung | Akten-Nr.      | Bild           |
| ----------------------------------------- | ------------------------------------------ | --- | -------------- | -------------- |
| Paradeisgasse 1; Rosenstraße 2 (Standort) | Wohn- und Geschäftshaus                    | Zweigeschossiger giebelständiger Satteldachbau, Eckgebäude, massiv, im Kern 1469 (dendrochronologisch datiert), Fassade neugotisch verändert, 1900                                                                       | D-5-77-177-366 | BW             |
| Paradeisgasse 1; Rosenstraße 2 ()         | Anbau                                      | Rückwärtig hochgeständerter kleiner Fachwerkbau als Überbauung der Hofeinfahrt, mit hofseitiger Altane, frühes 17. Jahrhundert                                                                                           | D-5-77-177-366 |                |
| Paradeisgasse 2 (Standort)                | Wohnhaus                                   | Dreigeschossiger traufständiger Satteldachbau, teilweise Natursteingliederung, erste Hälfte 17. Jahrhundert | D-5-77-177-326 | weitere Bilder |
| Paradeisgasse 2 (Standort)                | Nebengebäude                               | Ans Wohnhaus anschließend, dreigeschossiger Satteldachbau, mit fachwerksichtigen Obergeschossen, um 1720 | D-5-77-177-326 | BW             |
| Paradeisgasse 2 (Standort)                | Hinterhaus                                 | Ans Nebengebäude anschließend, zweigeschossiger Satteldachbau, in Teilen fachwerksichtig, mit hölzerner Altane, erste Hälfte 17. Jahrhundert                                                                             | D-5-77-177-326 | weitere Bilder |
| Paradeisgasse 4 (Standort)                | Wohnhaus                                   | Zweigeschossiger traufständiger Satteldachbau, in Teilen Fachwerk, 1874, bezeichnet „1718“ | D-5-77-177-327 | weitere Bilder |
| Pfarrgasse 1 (Standort)                   | Ehemalige Scheune, Wohnhaus                | Eingeschossiger giebelständiger Satteldachbau, wohl Mitte 18. Jahrhundert, Umbauten zum Wohngebäude 1922, Veränderungen 1976                                                                                             | D-5-77-177-328 | BW             |
| Pfarrgasse 2, 4 (Standort)                | Ehemaliges Drittes Evangelisches Pfarrhaus | Dreigeschossiger Walmdachbau, massiv, mit Zwerchhaus, mit Ecklisenen und Gliederungen in Naturstein, 1723, Veränderungen 1756                                                                                            | D-5-77-177-329 | weitere Bilder |
| Pfarrgasse 3 (Standort)                   | Pfarrwitwenhaus, Wohnhaus                  | Dreigeschossiges Walmdachgebäude in Ecklage, mit kleinem Zwerchhaus, 1744–46 | D-5-77-177-330 | weitere Bilder |
| Pfarrgasse 5 (Standort)                   | Evangelisch-lutherisches Dekanat           | Zweigeschossiger traufständiger Satteldachbau, auf der Südseite Treppengiebel, 1615 | D-5-77-177-332 | weitere Bilder |
| Pflastergasse 4 (Standort)                | Bürgerhaus                                 | Zweigeschossiger traufständiger Satteldachbau, Obergeschoss Fachwerk, mit Aufzugsluke, 17./18. Jahrhundert | D-5-77-177-334 | weitere Bilder |
| Pflastergasse 6 (Standort)                | Wohnhaus                                   | Zweigeschossiger giebelständiger Satteldachbau, massiv, mit Natursteingliederung, um 1840/60 | D-5-77-177-335 | weitere Bilder |
| Pflastergasse 7 (Standort)                | Wohnhaus                                   | Eingeschossiger giebelständiger Satteldachbau, 1884, Umbau zum Wohn- und Geschäftshaus 1904 | D-5-77-177-336 | weitere Bilder |
| Pflastergasse 8 (Standort)                | Bürgerhaus                                 | Zweigeschossiger traufständiger Satteldachbau, Fachwerk verputzt, 18./frühes 19. Jahrhundert, mit Zwerchhaus, modern erhöht                                                                                              | D-5-77-177-337 | weitere Bilder |
| Pflastergasse 9 (Standort)                | Wohnhaus                                   | Zweigeschossiger giebelständiger Satteldachbau, massiv, mit rustizierten Ecklisenen und Putzgliederung, mit großer Toreinfahrt, 1839                                                                                     | D-5-77-177-338 | weitere Bilder |
| Pflastergasse 10 (Standort)               | Bürgerhaus                                 | Zweigeschossiger Satteldachbau, Obergeschoss und Giebel Fachwerk, 17./18. Jahrhundert | D-5-77-177-339 | Bürgerhaus     |
| Pflastergasse 11 (Standort)               | Bürgerhaus                                 | Zweigeschossiger giebelständiger Satteldachbau, mit Fachwerkobergeschoss und -Giebel, ausgezeichnet durch aufwendiges Zierfachwerk mit Schnitzereien, 1701                                                               | D-5-77-177-340 | weitere Bilder |
| Pflastergasse 12 (Standort)               | Ehemaliges Handwerkerhaus                  | Zweigeschossiger giebelständiger Satteldachbau, Fachwerk verputzt, Obergeschoss zum Teil vorkragend, Südseite des Daches bis zum Erdgeschoss heruntergezogen, Vortreppe, im Kern vor 1600, mit kleinem Giebelanbau, 1864 | D-5-77-177-341 | weitere Bilder |
| Pflastergasse 13 (Standort)               | Bürgerhaus                                 | Zweigeschossiger giebelständiger Satteldachbau, Fachwerk verputzt, um 1700, 1815 erneuert | D-5-77-177-342 | weitere Bilder |
| Pflastergasse 14 (Standort)               | Bürgerhaus                                 | Zweigeschossiger traufständiger Satteldachbau, mit Zwerchhaus, Fachwerk verputzt, mit Aufzugsluken, im Kern 15. Jahrhundert                                                                                              | D-5-77-177-343 | weitere Bilder |
| Pflastergasse 15 (Standort)               | Bürgerhaus                                 | Zweigeschossiger giebelständiger Satteldachbau, mit fachwerksichtigem Obergeschoss und Giebel, um 1700 | D-5-77-177-344 | weitere Bilder |
| Pflastergasse 16 (Standort)               | Bürgerhaus                                 | Zweigeschossiger giebelständiger Satteldachbau in Ecklage, ausgezeichnet durch Fenster- und Portalgewände, bezeichnet „1621“, 1938 aufgestockt                                                                           | D-5-77-177-345 | weitere Bilder |
| Pflastergasse 17 (Standort)               | Bürgerhaus                                 | Zweigeschossiger giebelständiger Satteldachbau, 17. Jahrhundert | D-5-77-177-346 | weitere Bilder |
| Pflastergasse 18 (Standort)               | Bürgerhaus, ehemals auch Gasthaus          | Zweigeschossiger giebelständiger Satteldachbau in Ecklage, massiv, 18. Jahrhundert, mit älterem Kern | D-5-77-177-347 | weitere Bilder |
| Postgasse 1 (Standort)                    | Bürgerhaus                                 | Zweigeschossiger traufständiger Satteldachbau, mit fachwerksichtigem Giebel, im Kern wohl 16. Jahrhundert, 18./frühes 19. Jahrhundert, Zwerchhaus 1946                                                                   | D-5-77-177-348 | weitere Bilder |
| Postgasse 3 (Standort)                    | Bürgerhaus                                 | Zweigeschossiger giebelständiger Satteldachbau, Obergeschoss und Giebel Fachwerk verputzt, 17./18. Jahrhundert | D-5-77-177-349 | weitere Bilder |
| Postgasse 5 (Standort)                    | Bürgerhaus                                 | Zweigeschossiger giebelständiger Satteldachbau, Fachwerk verputzt, 17./18. Jahrhundert | D-5-77-177-350 | weitere Bilder |
| Postgasse 6 (Standort)                    | Bürgerhaus                                 | Zweigeschossiger traufständiger Satteldachbau, 18./frühes 19. Jahrhundert, im Kern zweite Hälfte 16. Jahrhundert | D-5-77-177-351 | Bürgerhaus     |
| Postgasse 7 (Standort)                    | Bürgerhaus                                 | Zweigeschossiger giebelständiger Satteldachbau, Obergeschoss und Giebel Fachwerk, verputzt, 18./frühes 19. Jahrhundert                                                                                                   | D-5-77-177-352 | weitere Bilder |
| Postgasse 8 (Standort)                    | Bürgerhaus                                 | Dreigeschossiger giebelständiger Satteldachbau, Obergeschosse und Giebel Fachwerk, mit zweifacher Vorkragung, zweite Hälfte 16. Jahrhundert                                                                              | D-5-77-177-353 | weitere Bilder |

### R
| Lage                                    | Objekt                                                          | Beschreibung | Akten-Nr.      | Bild           |
| --------------------------------------- | --------------------------------------------------------------- | --- | -------------- | -------------- |
| Rosenbühl 1 (Standort)                  | Bürgerhaus                                                      | Dreigeschossiger giebelständiger Satteldachbau mit traufständigem Anbau, 18./19. Jahrhundert | D-5-77-177-357 | weitere Bilder |
| Rosenbühl 2 (Standort)                  | Bürgerhaus, sogenanntes Rosenbad                                | Zweigeschossiger Satteldachbau in Ecklage, mit fachwerksichtigem Obergeschoss und Giebel, im Kern 15. Jahrhundert, um 1700 | D-5-77-177-358 | weitere Bilder |
| Rosenbühl 3 (Standort)                  | Wohnhaus                                                        | Zweigeschossiger giebelständiger Satteldachbau, Fachwerk verputzt, mit Vortreppe und Kellereingang, wohl 17. Jahrhundert | D-5-77-177-359 | weitere Bilder |
| Rosenbühl 4 (Standort)                  | Bürgerhaus                                                      | Dreigeschossiger giebelständiger Flachsatteldachbau, zweite Hälfte 17. Jahrhundert, 1900 aufgestockt | D-5-77-177-360 | weitere Bilder |
| Rosenbühl 6 (Standort)                  | Bürgerhaus                                                      | Zweigeschossiger Satteldachbau in Ecklage, mit fachwerksichtigem Giebel, um 1500, erneuert „1738“ (bezeichnet) | D-5-77-177-361 | weitere Bilder |
| Rosenbühl 8 (Standort)                  | Bürgerhaus                                                      | Zweigeschossiger giebelständiger Satteldachbau, mit fachwerksichtigem Giebel, 1709 | D-5-77-177-362 | weitere Bilder |
| Rosenbühl 11 (Standort)                 | Bürgerhaus                                                      | Zweigeschossiger giebelständiger Satteldachbau, Obergeschoss und Giebel fachwerksichtig, mit äußerem Kellereingang, zweite Hälfte 16. Jahrhundert | D-5-77-177-363 | weitere Bilder |
| Rosenbühl 12 (Standort)                 | Bürgerhaus                                                      | Zweigeschossiger giebelständiger Satteldachbau, Fachwerk verputzt, um 1700 | D-5-77-177-364 | weitere Bilder |
| Rosenstraße 1; Rosenstraße 3 (Standort) | Ehemaliges Manufakturgebäude, Apotheke, sogenanntes Blaues Haus | Doppelhaus, dreigeschossiger Bau mit Mansardwalmdach, Fassaden mit Lisenengliederungen und Schweifgiebeln, Spätbarockbau, 1764/65 | D-5-77-177-365 | weitere Bilder |
| Rosenstraße 1; Rosenstraße 3 (Standort) | Prellstein                                                      | An der Nordostecke, 18. Jahrhundert, Vortreppe an der Südseite | D-5-77-177-365 | weitere Bilder |
| Rosenstraße 1; Rosenstraße 3 (Standort) | Vortreppe                                                       | An der Südseite | D-5-77-177-365 | weitere Bilder |
| Rosenstraße 4 (Standort)                | Bürgerhaus                                                      | Zweigeschossiger giebelständiger Satteldachbau, Obergeschoss Fachwerk verputzt, Giebel fachwerksichtig, im Kern 1534/35, 1569/70, Südgiebel 1664 (sämtlich dendrochronologisch datiert) | D-5-77-177-368 | weitere Bilder |
| Rosenstraße 5 (Standort)                | Bürgerhaus                                                      | Dreigeschossiger Walmdachbau, massiv, wohl zweite Hälfte 18. Jahrhundert, Umbauten um 1929/30 | D-5-77-177-369 | weitere Bilder |
| Rosenstraße 6 (Standort)                | Hotel, östlicher Bau                                            | Dreigeschossiger giebelständiger Satteldachbau, im Kern spätmittelalterlich, 1871 umgebaut, westlicher Bau, dreigeschossiger giebelständiger Satteldachbau, massiv, 1785, der rückwärtige Teil spätgotischer Fachwerkbau | D-5-77-177-370 | weitere Bilder |
| Rosenstraße 7 (Standort)                | Bürgerhaus                                                      | Dreigeschossiger giebelständiger Satteldachbau, massiv, zweite Hälfte 18. Jahrhundert | D-5-77-177-371 | weitere Bilder |
| Rosenstraße 8 (Standort)                | Bürgerhaus                                                      | Dreigeschossiger Walmdachbau mit Zwerchhaus, massiv erneuert, rückwärtiger Giebel Fachwerk verputzt, im Kern vor 1600, Fassade Ende 18. Jahrhundert | D-5-77-177-372 | weitere Bilder |
| Rosenstraße 9 (Standort)                | Bürgerhaus                                                      | Zweigeschossiger giebelständiger Satteldachbau, massiv, Mitte 18. Jahrhundert | D-5-77-177-373 | weitere Bilder |
| Rosenstraße 10 (Standort)               | Hotel                                                           | Zweigeschossiger giebelständiger Satteldachbau, massiv, Sandsteinfassade, ausgezeichnet durch Portal und Fensterrahmungen sowie geschossgliedernde Gesimse, rückwärtiger Giebel Fachwerk verputzt, im Kern 1365/66, Umbauphasen 1444/45 und 1554/55 (dendrochronologisch datiert), sowie letztes Viertel 17. Jahrhundert; mit Ausstattungsteilen von 1692 | D-5-77-177-374 | weitere Bilder |
| Rosenstraße 12 (Standort)               | Wohn- und Geschäftshaus                                         | zweigeschossiger giebelständiger Bau mit Steildach, mit neubarocker Fassade, massiv, im Kern Fachwerkbau, um 1470 (dendro. dat.), Fassade 1902 | D-5-77-177-376 | weitere Bilder |
| Rosenstraße 14 (Standort)               | Wohnhaus                                                        | Zweigeschossiger giebelständiger Satteldachbau, Eckgebäude, massiv, im Kern wohl erste Hälfte 16. Jahrhundert, Veränderungen 19. Jahrhundert, Neugestaltung der Fassade 1928 | D-5-77-177-377 | weitere Bilder |
| Rosenstraße 16 (Standort)               | Bürgerhaus                                                      | Dreigeschossiger giebelständiger Bau mit Steildach, Eckgebäude, massiver Giebelbau mit drei Giebelgeschossen, rückwärtiger Giebel fachwerksichtig, mit Eckquaderungen, im Kern 1564 (dendrochronologisch datiert), Ausbau im 17./18. Jahrhundert | D-5-77-177-378 | weitere Bilder |
| Rosenstraße 18 (Standort)               | Bürgerhaus                                                      | Dreigeschossiger giebelständiger Bau mit Steildach, Eckgebäude, massiv, mit drei Giebelgeschossen, 1396 (dendrochronologisch datiert), umgebaut um 1550 und nach 1617/18 | D-5-77-177-379 | weitere Bilder |
| Roßmühle 5 (Standort)                   | Brauerei-Nebengebäude                                           | Satteldachbau mit fachwerksichtigem Giebel, von Mayr, Nürnberg, 1941 | D-5-77-177-380 | weitere Bilder |
| Roßmühle 6 (Standort)                   | Ehemaliger Brauereistadel, später auch Eisenwarenhandlung       | hoher, langgezogener zweigeschossiger Steildachbau, Bruchstein und Ziegelmauerwerk mit Fachwerkteilen, erbaut 1538 (dendrochronologisch datiert), Veränderungen im 17. Jahrhundert, im 18./19. Jahrhundert erweitert | D-5-77-177-727 | BW             |
| Roßmühle 7 (Standort)                   | Bürgerhaus                                                      | Zweigeschossiger Walmdachbau, Fachwerk verputzt, 18. Jahrhundert | D-5-77-177-381 | weitere Bilder |
| Roßmühle 10 (Standort)                  | Bürgerhaus                                                      | Zweigeschossiger Satteldachbau in Ecklage, Obergeschoss und Giebel Fachwerk, 17./18. Jahrhundert, erneuert 1826 | D-5-77-177-382 | weitere Bilder |

### S
| Lage                                            | Objekt                                                                         | Beschreibung | Akten-Nr.      | Bild                                |
| ----------------------------------------------- | ------------------------------------------------------------------------------ | --- | -------------- | ----------------------------------- |
| Saumarkt 4 (Standort)                           | Scheune                                                                        | Massiver Satteldachbau, 1856 | D-5-77-177-383 | weitere Bilder                      |
| Saumarkt 5 (Standort)                           | Bürgerhaus                                                                     | Zweigeschossiger giebelständiger Satteldachbau, in Teilen Fachwerk, zweite Hälfte 18. Jahrhundert, Veränderungen zweite Hälfte 19. Jahrhundert | D-5-77-177-384 | weitere Bilder                      |
| Saumarkt 8 (Standort)                           | Bürgerhaus                                                                     | Zweigeschossiger giebelständiger Satteldachbau in Ecklage, massiv, mit Ecklisenen, zweite Hälfte 18. Jahrhundert | D-5-77-177-385 | Bürgerhaus                          |
| Saumarkt 9 (Standort)                           | Bürgerhaus                                                                     | Zweigeschossiger giebelständiger Satteldachbau, in Teilen Fachwerk, zweite Hälfte 18. Jahrhundert, verändert im 19. Jahrhundert, mit hölzerner Altane zum Hof | D-5-77-177-386 | weitere Bilder                      |
| Saumarkt 11 (Standort)                          | Wohnhaus                                                                       | Zweigeschossiger giebelständiger Satteldachbau, Eckgebäude, massiv und Fachwerk verputzt, 18. Jahrhundert | D-5-77-177-387 | weitere Bilder                      |
| Saumarkt 13 (Standort)                          | Bürgerhaus                                                                     | Zweigeschossiger giebelständiger Satteldachbau, Eckgebäude, mit fachwerksichtigem Obergeschoss und Giebel, frühes 17. Jahrhundert, bezeichnet „1785“ | D-5-77-177-388 | weitere Bilder                      |
| Schanzmauer 18 (Standort)                       | Wohnhaus                                                                       | Zweigeschossiges Gebäude mit Steildach, Obergeschoss und Giebel Fachwerk, um 1835/36, vor 1914 umgebaut | D-5-77-177-397 | Wohnhaus                            |
| Schanzmauer 28 (Standort)                       | Wohnhaus                                                                       | Ein- bis zweigeschossiger traufständiger Satteldachbau, in Teilen Fachwerk, frühes 19. Jahrhundert | D-5-77-177-402 | weitere Bilder                      |
| Schanzmauer 33 (Standort)                       | Wohnhaus                                                                       | Zweigeschossiger traufständiger Satteldachbau, Fachwerkoberstock, verputzt, 18. Jahrhundert | D-5-77-177-405 | BW                                  |
| Nähe Schießgrabenmauer (Standort)               | Wohnhaus                                                                       | Zweigeschossiger Satteldachbau, 19. Jahrhundert | D-5-77-177-417 | BW                                  |
| Schießgrabenmauer 4 (Standort)                  | Wohnhaus                                                                       | Zweigeschossiger Walmdachbau, mit anschließendem Satteldachbau, Wehrgang überbaut, 18. Jahrhundert | D-5-77-177-408 | weitere Bilder                      |
| Schießgrabenmauer 10 (Standort)                 | Wohnhaus                                                                       | Zweigeschossiger traufständiger Satteldachbau, frühes 19. Jahrhundert, an Turm der ehemaligen Stadtbefestigung angebaut | D-5-77-177-411 | weitere Bilder                      |
| Schießgrabenmauer 12 (Standort)                 | Wohnhaus                                                                       | Zweigeschossiger Walmdachbau, frühes 19. Jahrhundert | D-5-77-177-412 | BW                                  |
| Schießgrabenmauer 14 (Standort)                 | Wohnhaus                                                                       | Zweigeschossiger Satteldachbau, Fachwerk, zweite Hälfte 18. Jahrhundert, an Turm der ehemaligen Stadtbefestigung angebaut | D-5-77-177-413 | weitere Bilder                      |
| Schießgrabenmauer 16 (Standort)                 | Wohnhaus                                                                       | Zweigeschossiger Walmdachbau, frühes 19. Jahrhundert | D-5-77-177-415 | weitere Bilder                      |
| Schießgrabenmauer 18 (Standort)                 | Wohnhaus                                                                       | Eingeschossiges Gebäude, frühes 19. Jahrhundert, angebaut an Turm der ehemaligen Stadtbefestigung | D-5-77-177-416 | BW                                  |
| Schießgrabenmauer 24 (Standort)                 | Wohnhaus                                                                       | Zweigeschossiger Satteldachbau, teilweise Fachwerk, frühes 19. Jahrhundert, angebaut an Rundturm der Stadtbefestigung | D-5-77-177-419 | weitere Bilder                      |
| Schlachthofstraße 18 (Standort)                 | Ehemaliger Konsumverein bzw. Gaststätte                                        | zweigeschossiger Satteldachbau mit rustizierten Ecklisenen | D-5-77-177-608 | BW                                  |
| Schlachthofstraße 18 (Standort)                 | Ehemaliger Konsumverein bzw. Gaststätte, Seitenflügel, ehemalige Dampfbäckerei | eingeschossiger Bau mit Mansardwalmdach und kleinem Zwerchhaus, im barockisierenden Heimatstil, nach Plänen von Georg Kalb, 1924 | D-5-77-177-608 | BW                                  |
| Schlachthofstraße 18 (Standort)                 | Ehemalige Konsumverein bzw. Gaststätte, Sonnenuhr                              | Bezeichnet „1803“ | D-5-77-177-608 | BW                                  |
| Schlachthofstraße 20 (Standort)                 | Ehemaliges Eichamt Weißenburg                                                  | Zweigeschossiger Satteldachbau mit Staffelgiebel, Heimatstil, Planung von Philipp Keinath, Hoftorpfeiler bezeichnet „1925/26“, revidiert von der Regierung von Mittelfranken | D-5-77-177-609 | BW                                  |
| Schmalwieser Weg (Standort)                     | Rezat-Steinbrücke                                                              | Bogenbrücke, wohl 17. Jahrhundert | D-5-77-177-422 | BW                                  |
| Schulhausstraße 1, 3 (Standort)                 | Doppel-Wohnhaus                                                                | Zweigeschossiger traufständiger Satteldachbau, 1852 und 1857, über äußerer Stützmauer des Stadtgrabens, 14./15. Jahrhundert | D-5-77-177-424 | BW                                  |
| Schulhausstraße 6 (Standort)                    | Zentralschulgebäude                                                            | Dreigeschossiger Gruppenbau, dreiflügelig, in Formen des Heimatstils, mit Dachreiter, nach Entwurf von Wilhelm Kirchbauer aus Aachen, 1907 | D-5-77-177-426 | weitere Bilder                      |
| Schulhausstraße 6 (Standort)                    | Hoftore                                                                        | Bezeichnet „1907“ | D-5-77-177-426 | BW                                  |
| Schulhausstraße 10 (Standort)                   | Ehemalige Villa Dörfler                                                        | Zweigeschossiger Bau mit flachen Walmdächern, spätklassizistische Anlage, nach Entwürfen von Eugen Waidenschlager, 1872 | D-5-77-177-427 | Ehemalige Villa Dörfler             |
| Schulhausstraße 12 (Standort)                   | Ehemalige Fabrikanlage der Gespinst- und Effektenfabrik Troeltsch & Hanselmann | sogenannte Shedhalle, weitläufiger massiver Paralleldachbau, eingedeckt mit Schieferplatten, mit östlich angegliederten Nebengebäuden, eingeschossige Bauten mit Sattel- und Pultdächern, Kalkstein- und Ziegelmauerwerk, mit hohem Kamin an der Ostseite, nach Plänen von Albert Gollwitzer, 1869/70, später erweitert; ehemaliges Hausmeistergebäude, eingeschossiger Satteldachbau mit Kniestock und zweigeschossigem Anbau mit Walmdach, Putzgliederung, wohl gleichzeitig, 1879/80 erweitert | D-5-77-177-760 | BW                                  |
| Seeweihermauer 2 (Standort)                     | Ehemals Rebdorfer Getreidekasten                                               | Viergeschossiger giebelständiger Satteldachbau, Fachwerk-Obergeschoss und Dachwerk, massiv ausgebaut, 1278 und 1474/75 (dendrochronologisch datiert), Umbau zu Wohnzwecken im 19. Jahrhundert | D-5-77-177-429 | weitere Bilder                      |
| Seeweihermauer 8 (Standort)                     | Ehemaliges Armenhaus                                                           | Zweigeschossiger traufständiger Satteldachbau, mit fachwerksichtigem Obergeschoss und Giebel, 1613/15 | D-5-77-177-433 | weitere Bilder                      |
| Seeweihermauer 15 (Standort)                    | Wohnhaus                                                                       | Zweigeschossiger Satteldachbau, teilweise Fachwerk, wohl um 1800, angebaut an Stadtmauer und Wehrgang, 14./15. Jahrhundert | D-5-77-177-437 | weitere Bilder                      |
| Seeweihermauer 17 (Standort)                    | Wohnhaus                                                                       | Zweigeschossiger traufständiger Satteldachbau, teilweise Fachwerk, frühes 19. Jahrhundert | D-5-77-177-438 | weitere Bilder                      |
| Seeweihermauer 19; Seeweihermauer 21 (Standort) | Sogenannte Kaserne                                                             | Dreiteiliger zweigeschossiger traufständiger Satteldachbau, Fachwerk, teilweise verputzt, 1705/07, Umbauphase bezeichnet „1780“ | D-5-77-177-439 | weitere Bilder                      |
| Seeweihermauer 25 (Standort)                    | Ehemaliges Ackerbürgerhaus, Wohnhaus                                           | Zweigeschossiger Walmdachbau, massiv, mit fachwerksichtigem Obergeschoss, frühes 19. Jahrhundert | D-5-77-177-441 | weitere Bilder                      |
| Seeweihermauer 31 (Standort)                    | Wohnhaus                                                                       | Zweigeschossiger traufständiger Satteldachbau, massiv, mit fachwerksichtigem Obergeschoss und Giebel, wohl 18. Jahrhundert | D-5-77-177-444 | weitere Bilder                      |
| Silbermühle 1 (Standort)                        | Mühle, sogenannte Silbermühle, Wohnhaus                                        | Zweigeschossiger Bau mit Halbwalmdach, mit Eckquaderungen, um 1800 | D-5-77-177-301 | BW                                  |
| Silbermühle 2 (Standort)                        | Mühle, sogenannte Silbermühle, Hauptgebäude                                    | Stattlicher, zweigeschossiger Walmdachbau, 1783 | D-5-77-177-301 | BW                                  |
| Silbermühle 3 (Standort)                        | Mühle, sogenannte Silbermühle, ehemaliges Gartenhaus                           | Eingeschossiger Bau mit hohem Walmdach und eingeschossigem Satteldachanbau, nach 1820 | D-5-77-177-301 | BW                                  |
| Silbermühle 4 (Standort)                        | Mühle, sogenannte Silbermühle, Nebengebäude                                    | Eingeschossiger Walmdachbau, nach 1820 | D-5-77-177-301 | BW                                  |
| Speltergasse 3 (Standort)                       | Ehemaliges Tagelöhnerhaus, Wohnhaus                                            | Eingeschossiger giebelständiger Satteldachbau, frühes 19. Jahrhundert | D-5-77-177-451 | Ehemaliges Tagelöhnerhaus, Wohnhaus |
| Spohrengasse 9 (Standort)                       | Wohnhaus                                                                       | Zweigeschossiger giebelständiger Satteldachbau, Obergeschoss und Giebel Fachwerk, 18. Jahrhundert | D-5-77-177-452 | weitere Bilder                      |
| Spohrengasse 12 (Standort)                      | Wohnteil eines Handwerkerhauses                                                | Eingeschossiger Satteldachbau in Ecklage, frühes 19. Jahrhundert | D-5-77-177-453 | weitere Bilder                      |
| Südliche Ringstraße 8 (Standort)                | Feldhüterturm                                                                  | Zweigeschossig, sechseckig mit Haube, bezeichnet „1698“ | D-5-77-177-454 | BW                                  |
| Südliche Ringstraße 10 (Standort)               | Villa                                                                          | Zweigeschossiger Satteldachbau mit Mittelrisalit, Lisenen und Gliederungselemente in Naturstein, mit Stilelementen der Neurenaissance, von Sebastian Eckart, 1880 | D-5-77-177-455 | BW                                  |
| Südliche Ringstraße 10 (Standort)               | Garteneinfriedung                                                              | Wohl gleichzeitig | D-5-77-177-455 | BW                                  |
| Südliche Ringstraße 12 (Standort)               | Villa                                                                          | Zweigeschossiges Gebäude mit Mittelrisalit, spätklassizistisch, 1879, 1884 erweitert | D-5-77-177-456 | BW                                  |
| Südliche Ringstraße 14 (Standort)               | Villa                                                                          | Zweigeschossiger Satteldachbau, mit polygonalem Steherker, Gliederungselemente in Naturstein, spätklassizistisch, nach Plänen von August Gutmann, 1878 | D-5-77-177-457 | BW                                  |
| Südliche Ringstraße 18 (Standort)               | Wohnhaus                                                                       | Eingeschossiger traufständiger Satteldachbau, 1834 | D-5-77-177-458 | BW                                  |

### T
| Lage                            | Objekt      | Beschreibung                                              | Akten-Nr.     | Bild |
| ------------------------------- | ----------- | --------------------------------------------------------- | ------------- | ---- |
| Treuchtlinger Straße (Standort) | Geleitsäule | Ehemals bei Abzweigung Treuchtlinger Straße, 1,80 m, 1680 | D-5-77-177-90 | BW   |

### U
| Lage                                | Objekt     | Beschreibung | Akten-Nr.      | Bild           |
| ----------------------------------- | ---------- | --- | -------------- | -------------- |
| Untere Stadtmühlgasse 9 (Standort)  | Bürgerhaus | Zweigeschossiger giebelständiger Satteldachbau, mit fachwerksichtigem Giebel, frühes 17. Jahrhundert                        | D-5-77-177-459 | weitere Bilder |
| Untere Stadtmühlgasse 13 (Standort) | Bürgerhaus | Zweigeschossiger giebelständiger Satteldachbau, mit fachwerksichtigem Obergeschoss und Giebel, erste Hälfte 18. Jahrhundert | D-5-77-177-460 | weitere Bilder |

### W
| Lage                                         | Objekt                     | Beschreibung | Akten-Nr.      | Bild                    |
| -------------------------------------------- | -------------------------- | --- | -------------- | ----------------------- |
| Weißenburger Stadtwald (Standort)            | Kriegergedächtnisstätte    | offener Mauerbau über achteckigem Grundriss, nach Planung von Ludwig Ruff, 1923 | D-5-77-177-356 | Kriegergedächtnisstätte |
| Westliche Ringstraße 36 (Standort)           | Gasthaus                   | Zweigeschossiger Walmdachbau, um 1850, Anbau nach 1888 | D-5-77-177-461 | Gasthaus                |
| Westliche Ringstraße 38 (Standort)           | Villa                      | Zweigeschossiger Bau im Fachwerkstil, mit Krüppelwalmdach, Zwerchhaus und polygonalem Steherker, 1906 | D-5-77-177-610 | Villa                   |
| Westliche Ringstraße 38 (Standort)           | Gartenmauer                | Wohl gleichzeitig mit Villa (1906) | D-5-77-177-610 | BW                      |
| Westliche Ringstraße 38 (Standort)           | Gartenhaus                 | Zweigeschossiger Walmdachbau mit Fachwerkobergeschoss, bezeichnet „1803“ | D-5-77-177-610 | Gartenhaus              |
| Westliche Ringstraße 38 (Standort)           | Gartenpavillon             | Hölzern, wohl um 1900 | D-5-77-177-610 | BW                      |
| Wildbadanlage (Standort)                     | Koppbrunnen                | Anlage des 19. Jahrhunderts, nach 1869 | D-5-77-177-88  | Koppbrunnen             |
| Wildbadstraße 5; Wildbadstraße 7 (Standort)  | Bürgerhaus                 | Zweigeschossiger Walmdach-Doppelbau mit Zwerchhaus, 1751/52, zusammenhängend auch mit Auf der Wied 8 | D-5-77-177-463 | weitere Bilder          |
| Wildbadstraße 8 (Standort)                   | Bürgerhaus                 | Zweigeschossiger giebelständiger Satteldachbau, mit fachwerksichtigem Giebel, frühes 18. Jahrhundert | D-5-77-177-464 | weitere Bilder          |
| Wildbadstraße 9 (Standort)                   | Bürgerhaus                 | Zweigeschossiges traufständiges Gebäude mit Steildach, Fachwerk in Teilen verputzt, 18. Jahrhundert, Erweiterung 1888 | D-5-77-177-465 | weitere Bilder          |
| Wildbad, Wildbadstraße 11 (Standort)         | Wildbad                    | Palaisartige Anlage, zweigeschossiger giebelständiger Hauptbau mit flachem Satteldach mit seitlich angeschlossenen Flügeln in gleicher Bauweise, Ecklisenen und Gliederungen in Naturstein, in klaren Formen der Neurenaissance, nach Plänen des städtischen Baurats Söldner, 1869 | D-5-77-177-466 | weitere Bilder          |
| Wildbadstraße 14 (Standort)                  | Ehemaliges Gasthaus        | Zweigeschossiger Satteldachbau in Ecklage, mit Fachwerkobergeschoss und -giebel, 1706/07 (dendrochronologisch datiert) | D-5-77-177-84  | weitere Bilder          |
| Wildbadstraße 17 (Standort)                  | Handwerkerhaus             | Zweigeschossiger giebelständiger Satteldachbau mit Kniestock, Mitte 19. Jahrhundert | D-5-77-177-588 | weitere Bilder          |
| Wildbadstraße 17, Huttergasse 16a (Standort) | Werkstattgebäude           | Rückwärtig, gegen Huttergasse, eingeschossiger Satteldachbau, wohl 19. Jahrhundert | D-5-77-177-588 | weitere Bilder          |
| Wildbadstraße 20 (Standort)                  | Wohnhaus                   | Zweigeschossiger traufständiger Satteldachbau, mit fachwerksichtigem Giebel, mit Toreinfahrt, frühes 18. Jahrhundert, Umbau 1919 | D-5-77-177-468 | weitere Bilder          |
| Wildbadstraße 28 (Standort)                  | Wohnhaus                   | Zweigeschossiger giebelständiger Satteldachbau, Fachwerk, zweite Hälfte 15. Jahrhundert | D-5-77-177-611 | weitere Bilder          |
| Wildbadstraße 30 (Standort)                  | Ehemaliges Ackerbürgerhaus | Zweigeschossiger giebelständiger Satteldachbau, Fachwerk verputzt, 1478/79 (dendrochronologisch datiert), Südgiebel im späten 18. Jahrhundert erneuert | D-5-77-177-471 | weitere Bilder          |
| Wildbadstraße 32 (Standort)                  | Bürgerhaus                 | Zweigeschossiger giebelständiger Satteldachbau, Fachwerk verputzt, 1764 | D-5-77-177-472 | weitere Bilder          |

## Ehemalige Baudenkmäler
In diesem Abschnitt sind Objekte aufgeführt, die früher einmal in der Denkmalliste eingetragen waren, jetzt aber nicht mehr. Objekte, die in anderem Zusammenhang – also z. B. als Teil eines Baudenkmals – weiter eingetragen sind, sollen hier nicht aufgeführt werden. Aktennummern in diesem Abschnitt sind ehemalige, jetzt nicht mehr gültige Aktennummern.

| Lage                       | Objekt                                                 | Beschreibung | Akten-Nr.      | Bild           |
| -------------------------- | ------------------------------------------------------ | --- | -------------- | -------------- |
| Bräugasse 2 (Standort)     | Stattlicher Fachwerkstadel                             | Um 1700 | D-5-77-177-589 | weitere Bilder |
| Heigertgasse 2 (Standort)  | Rückflügel                                             | Mittelbau hinter Anwesen Luitpoldstraße 15, zweigeschossiger Fachwerkbau mit klassizistischer Altane, frühes 17. Jahrhundert, klassizistisch umgestaltet im frühen 19. Jahrhundert | D-5-77-177-592 | BW             |
| Hohenmühlweg 20 (Standort) | Hohenmühle                                             | Satteldachbau, massiv, 1867 | D-5-77-177-324 | BW             |
| Jahnstraße 5 (Standort)    | Wohnhaus                                               | Zweigeschossiger traufständiger Satteldachbau, 1852; Doppelhaus mit Jahnstraße 7                                                                                                   | D-5-77-177-199 | BW             |
| Jahnstraße 7 (Standort)    | Wohnhaus                                               | Zweigeschossiger traufständiger Satteldachbau, 1852; Doppelhaus mit Jahnstraße 5                                                                                                   | D-5-77-177-200 | BW             |
| Klostergasse 2 ()          | Westflügel des ehemaligen Klosters                     | Im Kern 14. Jahrhundert, sog. Klostermesnerhaus, zweigeschossig, traufseitig, ausgezeichnet durch Portal- und Fenstergewände der zweiten Hälfte 17. Jahrhundert                    | D-5-77-177-229 |                |
| Klostergasse 4 ()          | Teil des West- und Nordflügels des ehemaligen Klosters | Ostflügel mit Verbindungsgang, im Kern 14. Jahrhundert | D-5-77-177-230 |                |
| Römerbrunnenweg ()         | Lindenallee zum Römerbrunnen                           | 19. Jahrhundert | D-5-77-177-354 |                |
| Schanzmauer 30 (Standort)  | Kleinhaus                                              | An Mauer und Wehrgang angebaut, 19. Jahrhundert | D-5-77-177-403 | BW             |

## Abgegangene Baudenkmäler
In diesem Abschnitt sind Objekte aufgeführt, die früher einmal in der Denkmalliste eingetragen waren, jetzt aber nicht mehr existieren, z. B. weil sie abgebrochen wurden. Aktennummern in diesem Abschnitt sind ehemalige, jetzt nicht mehr gültige Aktennummern.

| Lage                            | Objekt                | Beschreibung | Akten-Nr.      | Bild |
| ------------------------------- | --------------------- | --- | -------------- | ---- |
| Äußere Türkengasse 6 (Standort) | Scheune               | Massiver Satteldachbau, 1799 | D-5-77-177-5   | BW   |
| Römerbrunnenweg 6 (Standort)    | Schule am Seeweiher   | Pavillonanlage mit dreiflügelig eingeschossig umbautem Hof, drei untereinander verbundenen zweigeschossigen Querflügeln, Entwurf Regierungsbaumeister Hauenstein, Weiterbearbeitung und Durchführung Stadtbaumeister Albert Koch, ab 1951 errichtet, 1953 eingeweiht | D-5-77-177-606 | BW   |
| Römerbrunnenweg 6 (Standort)    | Hans-im-Glück-Brunnen | Im Hof, 1955 von Karl Hemmeter | D-5-77-177-606 | BW   |